# Южный федеральный округ

Географическое положение Южного федерального округа

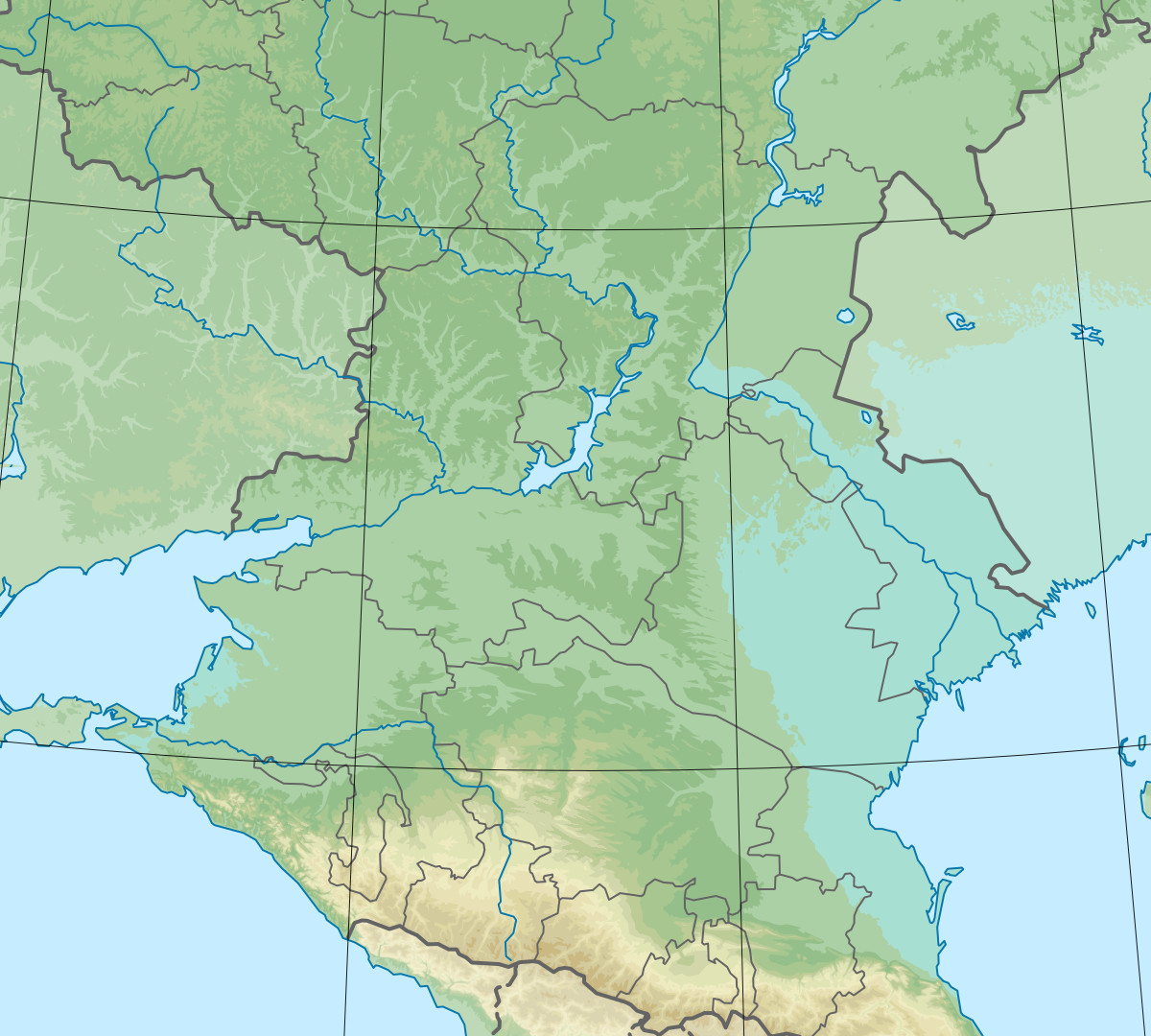
Физико-географическая карта Южного федерального округа

Ю́жный федера́льный о́круг (ЮФО, с 13 мая по 21 июня 2000 года — Северо-Кавказский федеральный округ) — федеральный округ Российской Федерации на юге её европейской части. В состав округа входят 8 субъектов РФ, включая аннексированные в 2014 году у Украины Республику Крым и Севастополь. Население ЮФО составляет 16 589 069 человек (11,35 % от населения РФ по состоянию на 1 января 2025 года), площадь — 447 821 км² (2,61 % от площади территории РФ).
Административный центр — Ростов-на-Дону; крупнейший город — Краснодар.
Субъекты, сформированные на оккупированных территориях Украины, выделены в таблицах бежевым цветом.

## География
На западе и северо-западе территория округа по акватории Чёрного и Азовского морей, а также по суше, граничит с Украиной, на востоке — с Казахстаном. На юге граничит с Абхазией и Северо-Кавказским федеральным округом, на севере — с Центральным и Приволжским федеральными округами.
На востоке федеральный округ ограничен Каспийским морем, на западе — Чёрным и Азовским морями.

## История
Федеральный округ образован указом президента России В. В. Путина от 13 мая 2000 года № 849 в составе 13 субъектов РФ — Адыгеи, Дагестана, Ингушетии, Кабардино-Балкарии, Калмыкии, Карачаево-Черкесии, Северной Осетии, Чечни, Краснодарского и Ставропольского краёв, Астраханской, Волгоградской и Ростовской областей.
Первоначально округ назывался Северо-Кавказским федеральным округом, но уже 21 июня 2000 года, указом № 1149, был переименован в Южный федеральный округ. Переименование мотивировалось географическим (Республика Калмыкия, Волгоградская и Астраханская области к Северному Кавказу не причисляются, Ростовская область причисляется условно) и имиджевыми причинами.
Указом президента России Д. А. Медведева от 19 января 2010 года из состава Южного федерального округа был выделен Северо-Кавказский федеральный округ с центром в городе Пятигорске. В составе Южного федерального округа остались Адыгея, Калмыкия, Краснодарский край и Астраханская, Волгоградская и Ростовская области.
Указом президента России В. В. Путина от 28 июля 2016 года № 375 Крымский федеральный округ был упразднён, а входившие в его состав субъекты — Республика Крым и город федерального значения Севастополь — были включены в состав Южного федерального округа.
Указом президента от 19 октября 2022 года в Ростовской области, Краснодарском крае и Крыму был введён режим «среднего уровня реагирования» (что является применением 6 из 19 пунктов военного положения), в остальных субъектах федерального округа — «уровень повышенной готовности» (4 из 19 пунктов).

## Состав округа
Южный федеральный округ включает 3 республики, 3 области, 1 край и 1 город федерального значения. Его площадь — 447 821 км².
| 1 2 3 4 5 6 А Б |                       |                       |               |                  |                    |
| \| № \| Флаг \| Субъект Федерации \| Площадь (км²) \| Население (чел.) \| Адм. центр/столица \| \| ------------------------------------------------------------------------------------- \| ---- \| --------------------- \| ------------- \| ---------------- \| ------------------ \| \| 1 \| \| Республика Адыгея \| 7792 \| ↗500 731[1] \| Майкоп \| \| 2 \| \| Астраханская область \| 49 024 \| ↗946 580[1] \| Астрахань \| \| 3 \| \| Волгоградская область \| 112 877 \| ↘2 434 046[1] \| Волгоград \| \| 4 \| \| Республика Калмыкия \| 74 731 \| ↗267 588[1] \| Элиста \| \| 5 \| \| Краснодарский край \| 75 485 \| ↗5 842 238[1] \| Краснодар \| \| 6 \| \| Ростовская область \| 100 967 \| ↘4 137 335[1] \| Ростов-на-Дону \| \| А \| \| Республика Крым[α] \| 26 081 \| ↘1 902 249[1] \| Симферополь \| \| Б \| \| Севастополь[α] \| 864 \| ↘558 302[1] \| Севастополь \| \| 1. 1 2 На территории, аннексия которой к России не получила международного признания. \| \| \| \| \| \| |                       |                       |               |                  |                    |
| № | Флаг                  | Субъект Федерации     | Площадь (км²) | Население (чел.) | Адм. центр/столица |
| 1 | Адыгея                | Республика Адыгея     | 7792          | ↗500 731         | Майкоп             |
| 2 | Астраханская область  | Астраханская область  | 49 024        | ↗946 580         | Астрахань          |
| 3 | Волгоградская область | Волгоградская область | 112 877       | ↘2 434 046       | Волгоград          |
| 4 | Калмыкия              | Республика Калмыкия   | 74 731        | ↗267 588         | Элиста             |
| 5 | Краснодарский край    | Краснодарский край    | 75 485        | ↗5 842 238       | Краснодар          |
| 6 | Ростовская область    | Ростовская область    | 100 967       | ↘4 137 335       | Ростов-на-Дону     |
| А | Республика Крым       | Республика Крым       | 26 081        | ↘1 902 249       | Симферополь        |
| Б | Севастополь           | Севастополь           | 864           | ↘558 302         | Севастополь        |
| 1. |                       |                       |               |                  |                    |

В Общероссийском классификаторе территорий муниципальных образований 4 субъекта, расположенных на оккупированных и аннексированных Россией в 2022 году территориях Донецкой, Луганской, Запорожской и Херсонской областей Украины, входят в том Южного федерального округа.

### Общая карта
Легенда карты:
|  | Более 1 000 000 чел.         |
|  | от 500 000 до 1 000 000 чел. |
|  | от 250 000 до 500 000 чел.   |
|  | от 100 000 до 250 000 чел.   |
|  | от 50 000 до 100 000 чел.    |

## Население
Численность населения округа, по данным Росстата, составляет 16 589 069 чел. (2025). Плотность населения — 37,04 чел./км² (2025). Городское население — 
63,69 % (2022). Округ имеет продолжительность жизни немного выше, чем средняя по стране: в 2019 году средняя ожидаемая продолжительность жизни в округе составила 73,73 года, но к 2021 году, следуя общей динамике, сократилась до 70,21 лет. Данные статистики до начала 2016 года включительно не учитывали население включённого в состав ЮФО упразднённого в конце июля 2016 года Крымского федерального округа.

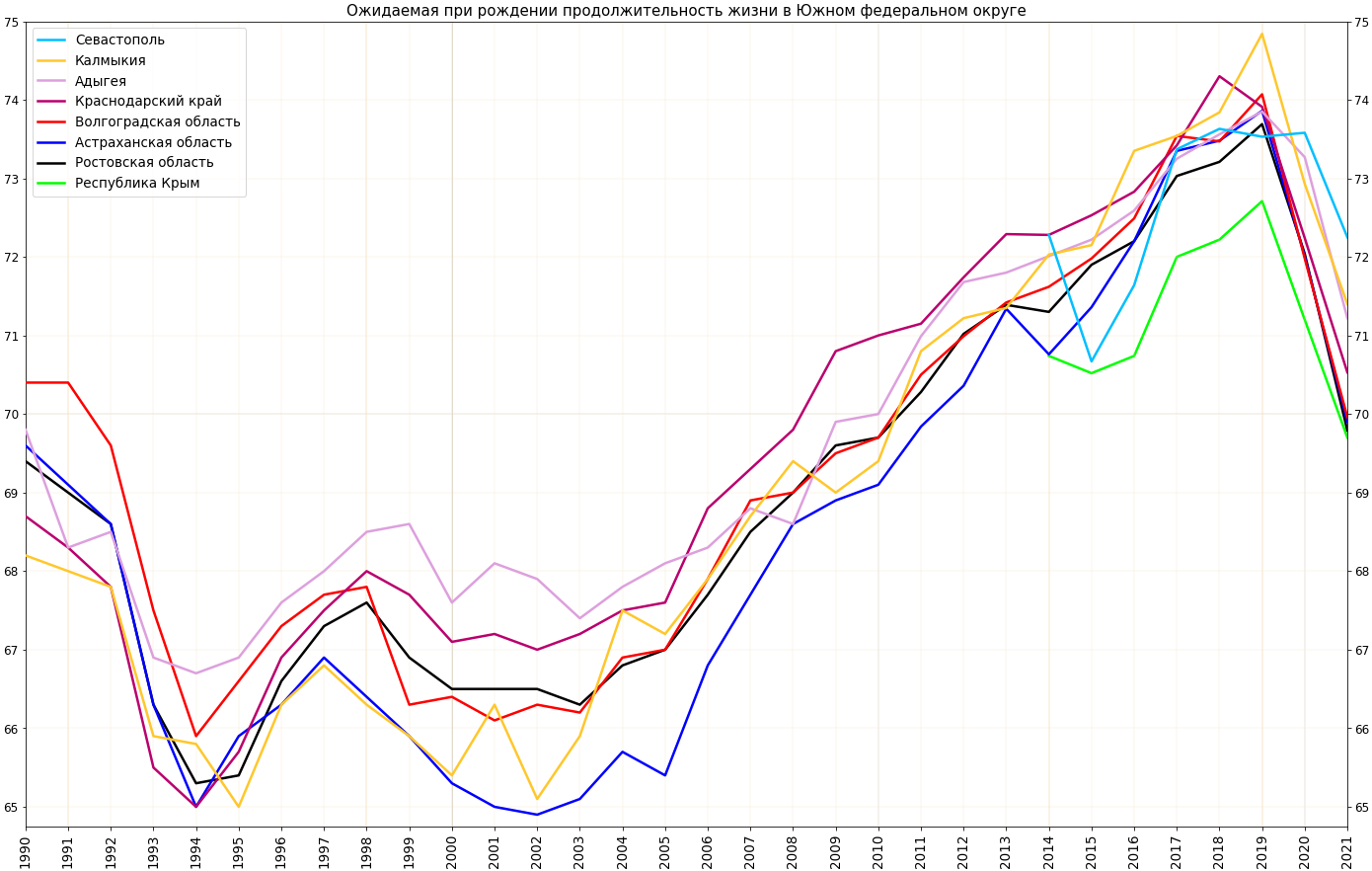
Ожидаемая при рождении продолжительность жизни в субъектах Южного федерального округа, 1990—2021 годы

| 1989        | 1990        | 1991        | 1992        | 1993        | 1994        | 1995        |
| ----------- | ----------- | ----------- | ----------- | ----------- | ----------- | ----------- |
| 20 536 000  | ↗20 696 993 | ↗21 017 753 | ↗21 367 353 | ↗21 656 228 | ↗21 904 616 | ↗22 283 505 |
| 1996        | 1997        | 1998        | 1999        | 2000        | 2001        | 2002        |
| ↗22 455 216 | ↗22 562 841 | ↗22 650 342 | ↗22 719 026 | ↗22 742 546 | ↗22 761 875 | ↗22 907 141 |
| 2003        | 2004        | 2005        | 2006        | 2007        | 2008        | 2009        |
| ↘22 891 859 | ↘22 849 961 | ↘22 820 849 | ↘22 790 246 | ↘22 777 247 | ↗22 835 216 | ↗22 901 524 |
| 2010        | 2011        | 2012        | 2013        | 2014        | 2015        | 2016        |
| ↘13 854 334 | ↘13 851 364 | ↗13 884 044 | ↗13 910 179 | ↗13 963 874 | ↗14 003 828 | ↗14 044 580 |
| 2017        | 2018        | 2019        | 2020        | 2021        | 2022        | 2023        |
| ↗16 428 458 | ↗16 441 852 | ↗16 454 550 | ↗16 466 084 | ↗16 746 442 | ↘16 718 204 | ↘16 642 052 |
| 2024        | 2025        |             |             |             |             |             |
| ↘16 624 081 | ↘16 589 069 |             |             |             |             |             |

| Рождаемость (число родившихся на 1000 человек населения) | Рождаемость (число родившихся на 1000 человек населения) | Рождаемость (число родившихся на 1000 человек населения) | Рождаемость (число родившихся на 1000 человек населения) | Рождаемость (число родившихся на 1000 человек населения) | Рождаемость (число родившихся на 1000 человек населения) | Рождаемость (число родившихся на 1000 человек населения) | Рождаемость (число родившихся на 1000 человек населения) | Рождаемость (число родившихся на 1000 человек населения) |
| 1970                                                     | 1975                                                     | 1980                                                     | 1985                                                     | 1990                                                     | 1995                                                     | 1996                                                     | 1997                                                     | 1998                                                     |
| -------------------------------------------------------- | -------------------------------------------------------- | -------------------------------------------------------- | -------------------------------------------------------- | -------------------------------------------------------- | -------------------------------------------------------- | -------------------------------------------------------- | -------------------------------------------------------- | -------------------------------------------------------- |
| 14,9                                                     | ↗15,7                                                    | ↗18,1                                                    | ↘17,1                                                    | ↘16,6                                                    | ↘11,6                                                    | ↘10,8                                                    | ↘10,4                                                    | →10,4                                                    |
| 1999                                                     | 2000                                                     | 2001                                                     | 2002                                                     | 2003                                                     | 2004                                                     | 2005                                                     | 2006                                                     | 2007                                                     |
| ↘9,7                                                     | ↗10,1                                                    | ↗10,4                                                    | ↗11                                                      | ↗11,6                                                    | ↗11,8                                                    | ↘11,5                                                    | ↗11,7                                                    | ↘11,1                                                    |
| 2008                                                     | 2009                                                     | 2010                                                     | 2011                                                     | 2012                                                     | 2013                                                     | 2014                                                     |                                                          |                                                          |
| ↗11,8                                                    | ↗11,9                                                    | ↘11,8                                                    | →11,8                                                    | ↗12,6                                                    | →12,6                                                    | ↗12,9                                                    |                                                          |                                                          |

| Смертность (число умерших на 1000 человек населения) | Смертность (число умерших на 1000 человек населения) | Смертность (число умерших на 1000 человек населения) | Смертность (число умерших на 1000 человек населения) | Смертность (число умерших на 1000 человек населения) | Смертность (число умерших на 1000 человек населения) | Смертность (число умерших на 1000 человек населения) | Смертность (число умерших на 1000 человек населения) | Смертность (число умерших на 1000 человек населения) |
| 1970                                                 | 1975                                                 | 1980                                                 | 1985                                                 | 1990                                                 | 1995                                                 | 1996                                                 | 1997                                                 | 1998                                                 |
| ---------------------------------------------------- | ---------------------------------------------------- | ---------------------------------------------------- | ---------------------------------------------------- | ---------------------------------------------------- | ---------------------------------------------------- | ---------------------------------------------------- | ---------------------------------------------------- | ---------------------------------------------------- |
| 8,3                                                  | ↗9,5                                                 | ↗10,6                                                | ↗11,1                                                | →11,1                                                | ↗13,7                                                | ↘13,2                                                | ↘13                                                  | ↘12,9                                                |
| 1999                                                 | 2000                                                 | 2001                                                 | 2002                                                 | 2003                                                 | 2004                                                 | 2005                                                 | 2006                                                 | 2007                                                 |
| ↗13,3                                                | ↗13,7                                                | ↗13,8                                                | ↗14,3                                                | ↘13,6                                                | ↘13,1                                                | ↗13,2                                                | ↘12,8                                                | ↗14,5                                                |
| 2008                                                 | 2009                                                 | 2010                                                 | 2011                                                 | 2012                                                 | 2013                                                 | 2014                                                 |                                                      |                                                      |
| ↘14,4                                                | ↘14,1                                                | →14,1                                                | ↘13,7                                                | ↘13,4                                                | ↘13,2                                                | ↗13,4                                                |                                                      |                                                      |

| Естественный прирост населения (на 1000 человек населения, знак (-) означает естественную убыль населения) | Естественный прирост населения (на 1000 человек населения, знак (-) означает естественную убыль населения) | Естественный прирост населения (на 1000 человек населения, знак (-) означает естественную убыль населения) | Естественный прирост населения (на 1000 человек населения, знак (-) означает естественную убыль населения) | Естественный прирост населения (на 1000 человек населения, знак (-) означает естественную убыль населения) | Естественный прирост населения (на 1000 человек населения, знак (-) означает естественную убыль населения) | Естественный прирост населения (на 1000 человек населения, знак (-) означает естественную убыль населения) | Естественный прирост населения (на 1000 человек населения, знак (-) означает естественную убыль населения) | Естественный прирост населения (на 1000 человек населения, знак (-) означает естественную убыль населения) | Естественный прирост населения (на 1000 человек населения, знак (-) означает естественную убыль населения) |
| 1970 | 1975 | 1980 | 1985 | 1990 | 1995 | 1996 | 1997 | 1998 | 1999 |
| --- | --- | --- | --- | --- | --- | --- | --- | --- | --- |
| 6,6 | ↘6,2 | ↗7,5 | ↘6 | ↘5,5 | ↘−2,1 | ↘−2,4 | ↘−2,6 | ↗−2,5 | ↘−3,6 |
| 2000 | 2001 | 2002 | 2003 | 2004 | 2005 | 2006 | 2007 | 2008 | 2009 |
| →−3,6 | ↗−3,4 | ↗−3,3 | ↗−2 | ↗−1,3 | ↘−1,7 | ↗−1,1 | ↘−3,4 | ↗−2,6 | ↗−2,2 |
| 2010 | 2011 | 2012 | 2013 | 2014 | | | | | |
| ↘−2,3 | ↗−1,9 | ↗−0,8 | ↗−0,6 | ↗−0,5 | | | | | |

| Ожидаемая продолжительность жизни при рождении (число лет) | Ожидаемая продолжительность жизни при рождении (число лет) | Ожидаемая продолжительность жизни при рождении (число лет) | Ожидаемая продолжительность жизни при рождении (число лет) | Ожидаемая продолжительность жизни при рождении (число лет) | Ожидаемая продолжительность жизни при рождении (число лет) | Ожидаемая продолжительность жизни при рождении (число лет) | Ожидаемая продолжительность жизни при рождении (число лет) | Ожидаемая продолжительность жизни при рождении (число лет) |
| 1990                                                       | 1991                                                       | 1992                                                       | 1993                                                       | 1994                                                       | 1995                                                       | 1996                                                       | 1997                                                       | 1998                                                       |
| ---------------------------------------------------------- | ---------------------------------------------------------- | ---------------------------------------------------------- | ---------------------------------------------------------- | ---------------------------------------------------------- | ---------------------------------------------------------- | ---------------------------------------------------------- | ---------------------------------------------------------- | ---------------------------------------------------------- |
| 69,7                                                       | ↘69,3                                                      | ↘69                                                        | ↘66,9                                                      | ↘66,1                                                      | ↗66,5                                                      | ↗67,2                                                      | ↗67,8                                                      | ↗68                                                        |
| 1999                                                       | 2000                                                       | 2001                                                       | 2002                                                       | 2003                                                       | 2004                                                       | 2005                                                       | 2006                                                       | 2007                                                       |
| ↘67,5                                                      | ↘67,3                                                      | ↗67,4                                                      | ↘67,2                                                      | ↗67,4                                                      | ↗67,9                                                      | ↗68,1                                                      | ↗68,8                                                      | ↗69,7                                                      |
| 2008                                                       | 2009                                                       | 2010                                                       | 2011                                                       | 2012                                                       | 2013                                                       |                                                            |                                                            |                                                            |
| ↗70,1                                                      | ↗70,6                                                      | ↘70,1                                                      | ↗70,6                                                      | ↗71,3                                                      | ↗71,8                                                      |                                                            |                                                            |                                                            |

### Этнический состав

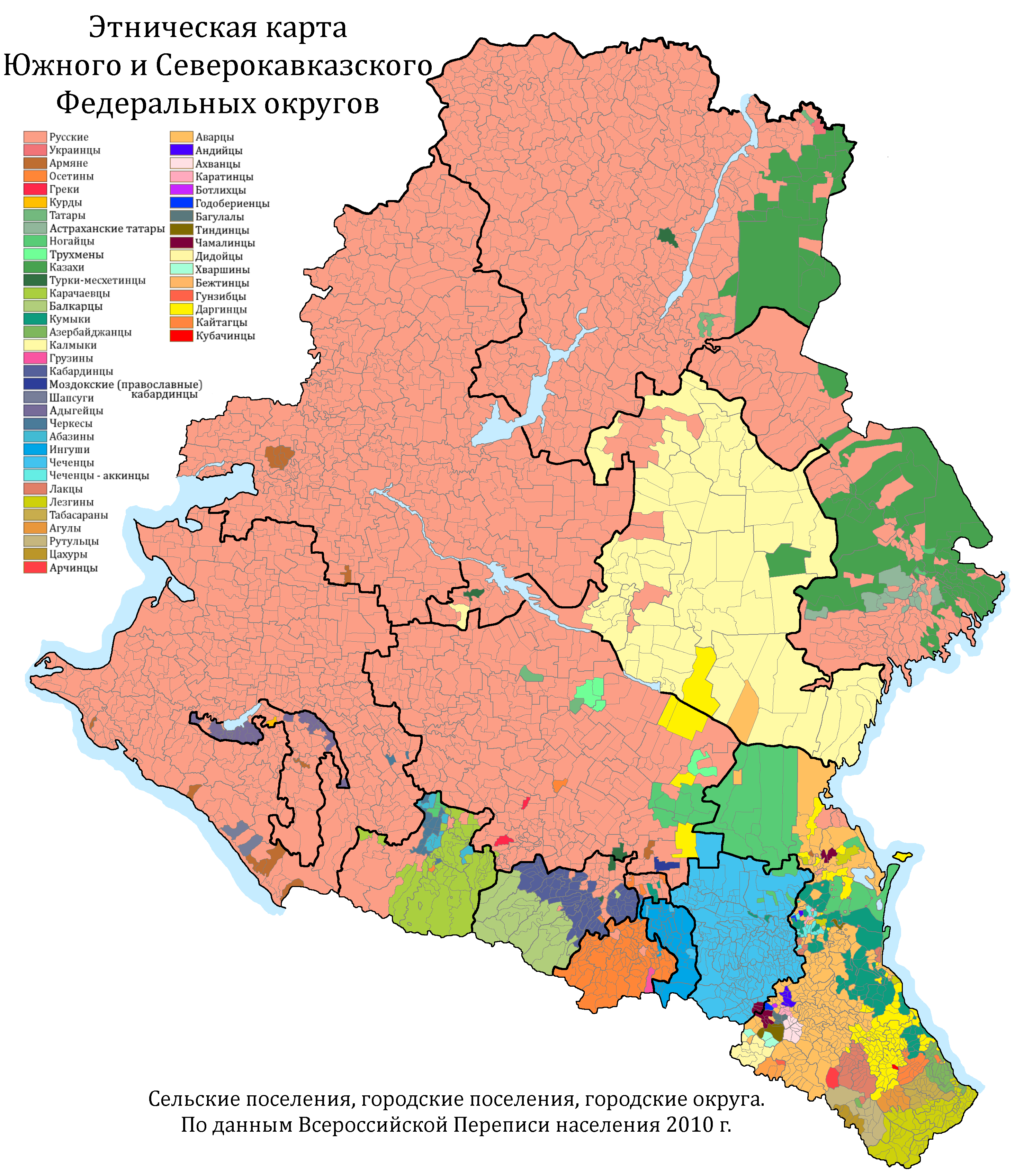
Этническая карта ЮФО и СКФО по городским и сельским поселениям, перепись 2010 г.

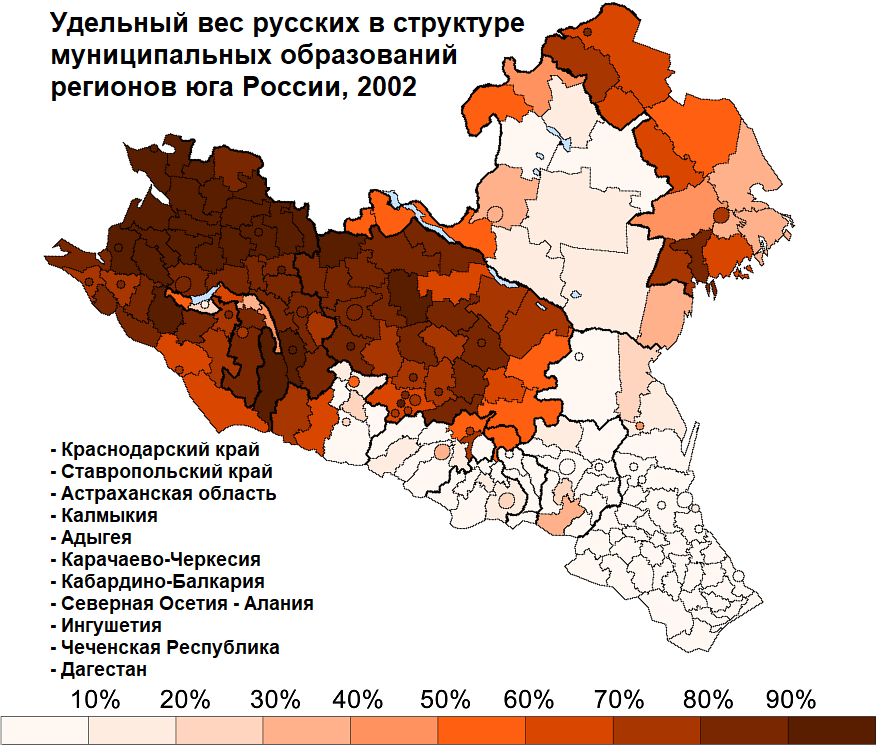
Русские в структуре населения муниципальных образований некоторых регионов юга России, 2002

Этнический состав, согласно переписи 2010 года:
Всего — 13 854 334 чел.
1. Русские — 11 602 452 (83,75 %)
2. Армяне — 442 505 (3,19 %)
3. Украинцы — 212 674 (1,54 %)
4. Казахи — 205 364 (1,48 %)
5. Калмыки — 172 242 (1,24 %)
6. Татары — 127 455 (0,92 %)
7. Адыгейцы (адыги) — 121 391 (0,88 %)
8. Азербайджанцы — 52 871 (0,38 %)
9. Турки — 51 367 (0,37 %)
10. Цыгане — 46 067 (0,33 %)
11. Белорусы — 44 723 (0,32 %)
12. Чеченцы — 34 593 (0,25 %)
13. Грузины — 31 018 (0,22 %)
14. Немцы — 29 312 (0,21 %)
15. Корейцы — 27 640 (0,20 %)
16. Греки — 27 313 (0,20 %)
17. Даргинцы — 24 815 (0,18 %)
18. Узбеки — 16 361 (0,12 %)
19. Аварцы — 16 061 (0,12 %)
20. Молдаване — 15 888 (0,11 %)
21. Лезгины — 15 241 (0,11 %)
22. Чуваши — 12 329 (0,09 %)
23. Курды — 12 056 (0,09 %)
24. Башкиры — 4 942 (0,06 %)
25. Лица не указавшие национальность 240 609 чел. (1,74 %)
26. Представители других национальностей 729 572 чел. (5,26 %)

По этно-языковому составу преобладают следующие группы и семьи:
1. Индоевропейская семья — 12 486 012 чел. (90,12 %)
  1. Славянская группа — 11 868 959 (85,67 %)
  2. Армянская группа — 444 230 (3,21 %)
  3. Индоарийская группа — 46 645 (0,34 %)
  4. Иранская группа — 41 513 (0,30 %)
  5. Германская группа — 29 460 (0,21 %)
  6. Греческая группа — 27 313 (0,20 %)
2. Тюркская семья — 501 498 (3,62 %)
3. Северокавказская семья — 254 791 (1,84 %)
  1. Абхазо-адыгская группа — 140 519 (1,01 %)
  2. Дагестанская группа — 75 999 (0,55 %)
4. Монгольская семья — 172 786 (1,25 %)
5. Картвельская семья — 31 018 (0,22 %)
6. Уральская семья — 30 133 (0,22 %)
7. Корейцы — 27 640 (0,20 %)
8. Семито-хамитская семья — 6 870 (0,05 %)

### Этнические карты (перелистываются)

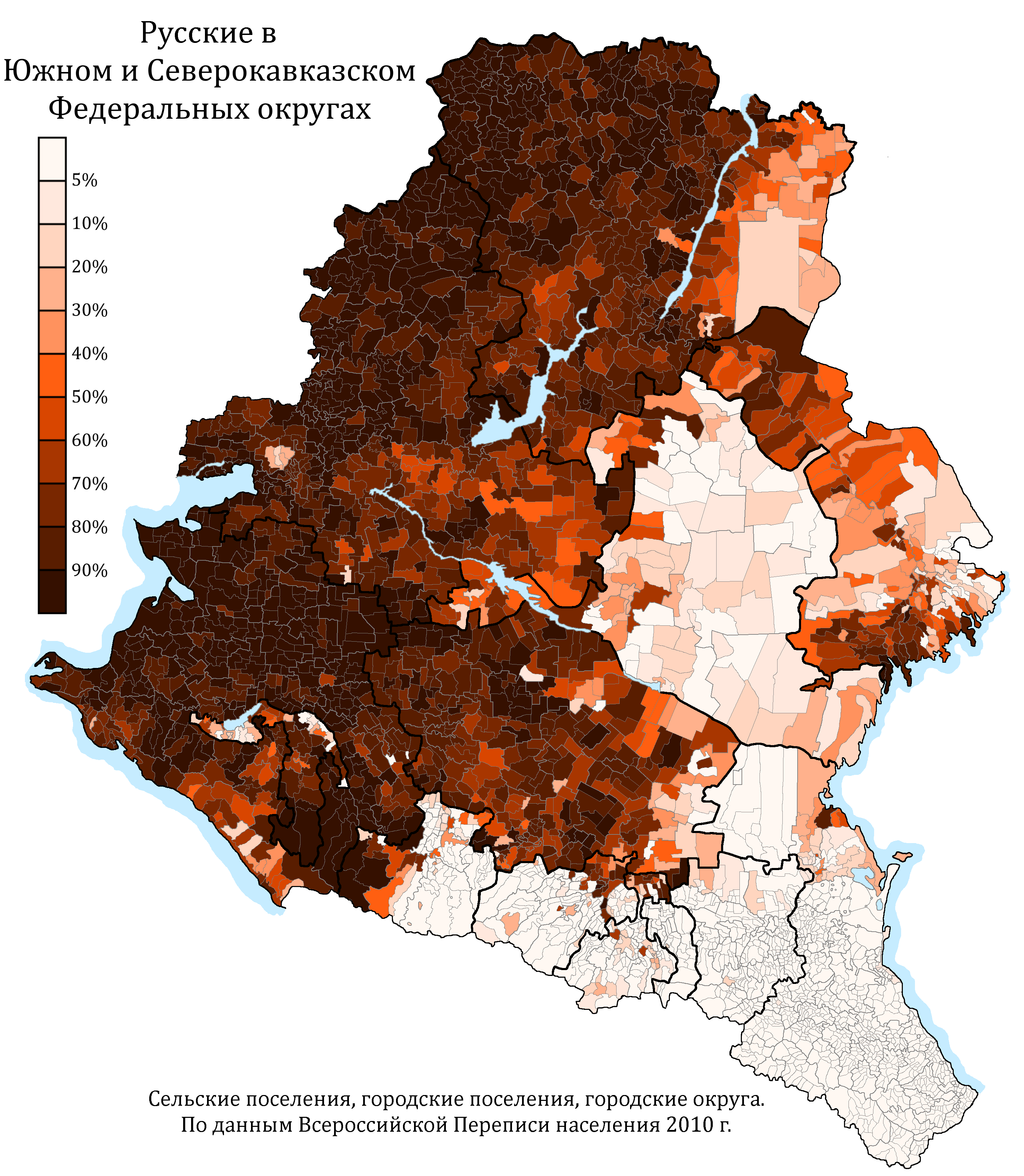
Расселение русских в ЮФО и СКФО по городским и сельским поселениям в %, перепись 2010 г.
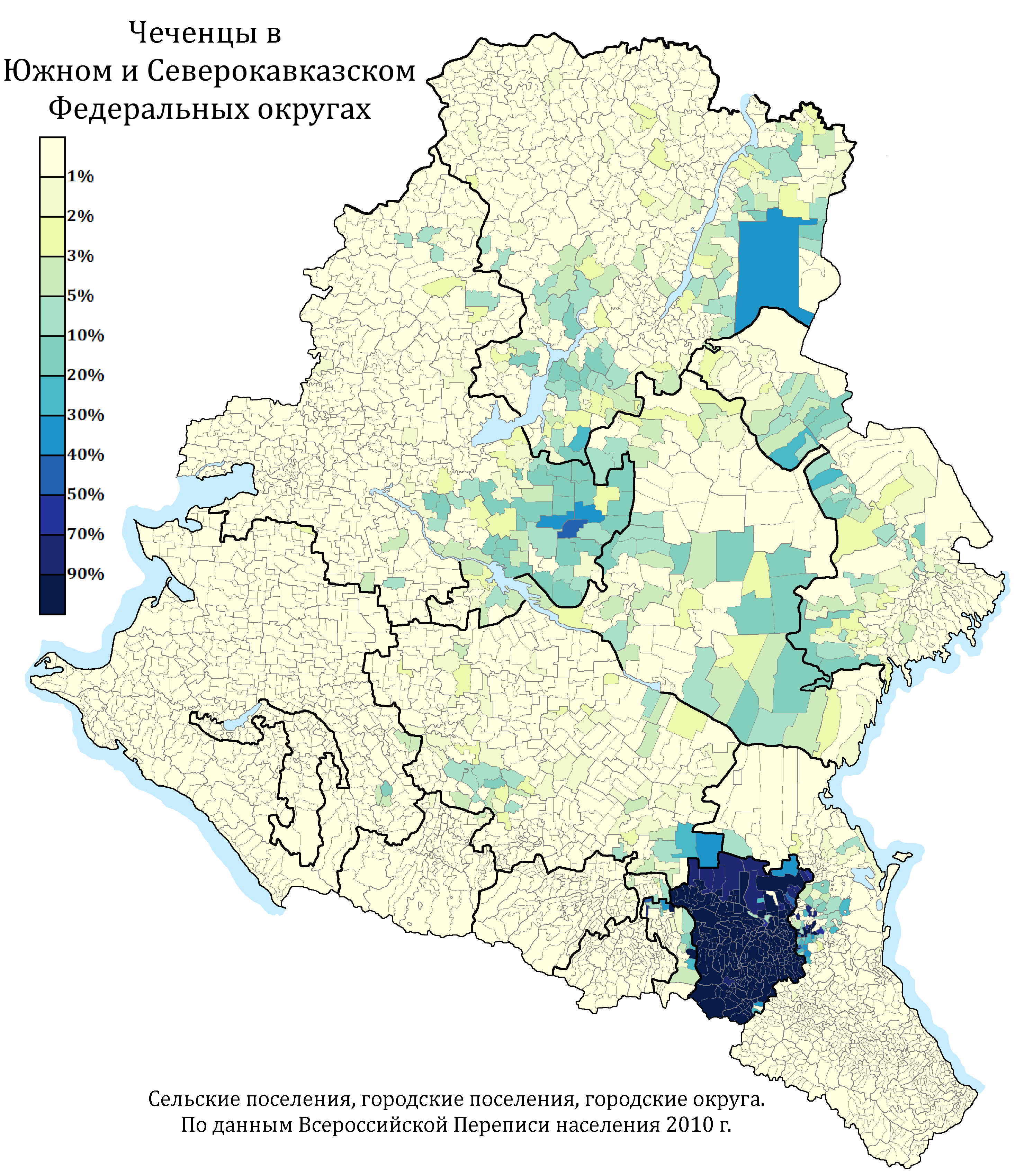
Расселение чеченцев в ЮФО и СКФО по городским и сельским поселениям в %, перепись 2010 г.
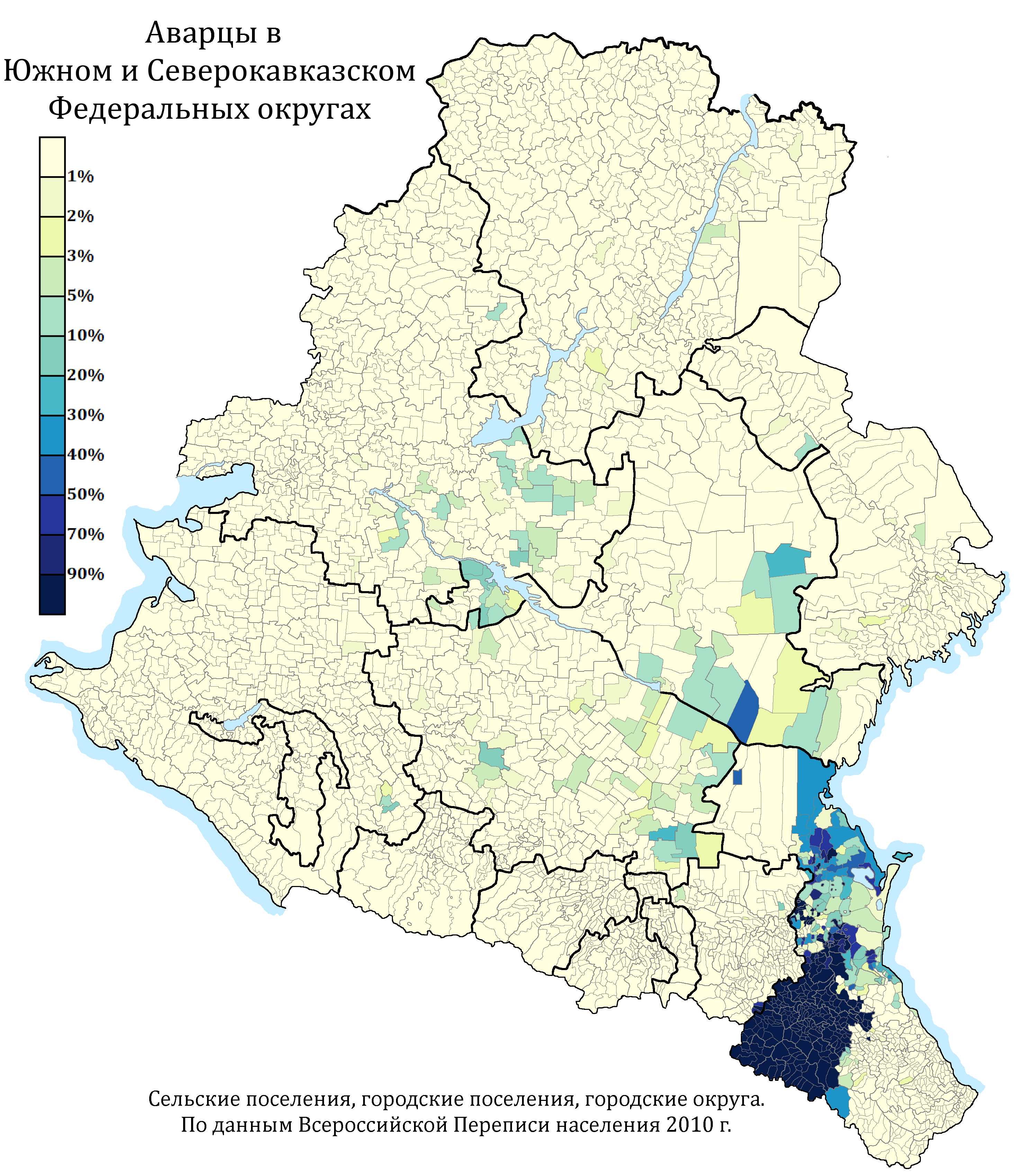
Расселение аварцев в ЮФО и СКФО по городским и сельским поселениям в %, перепись 2010 г.
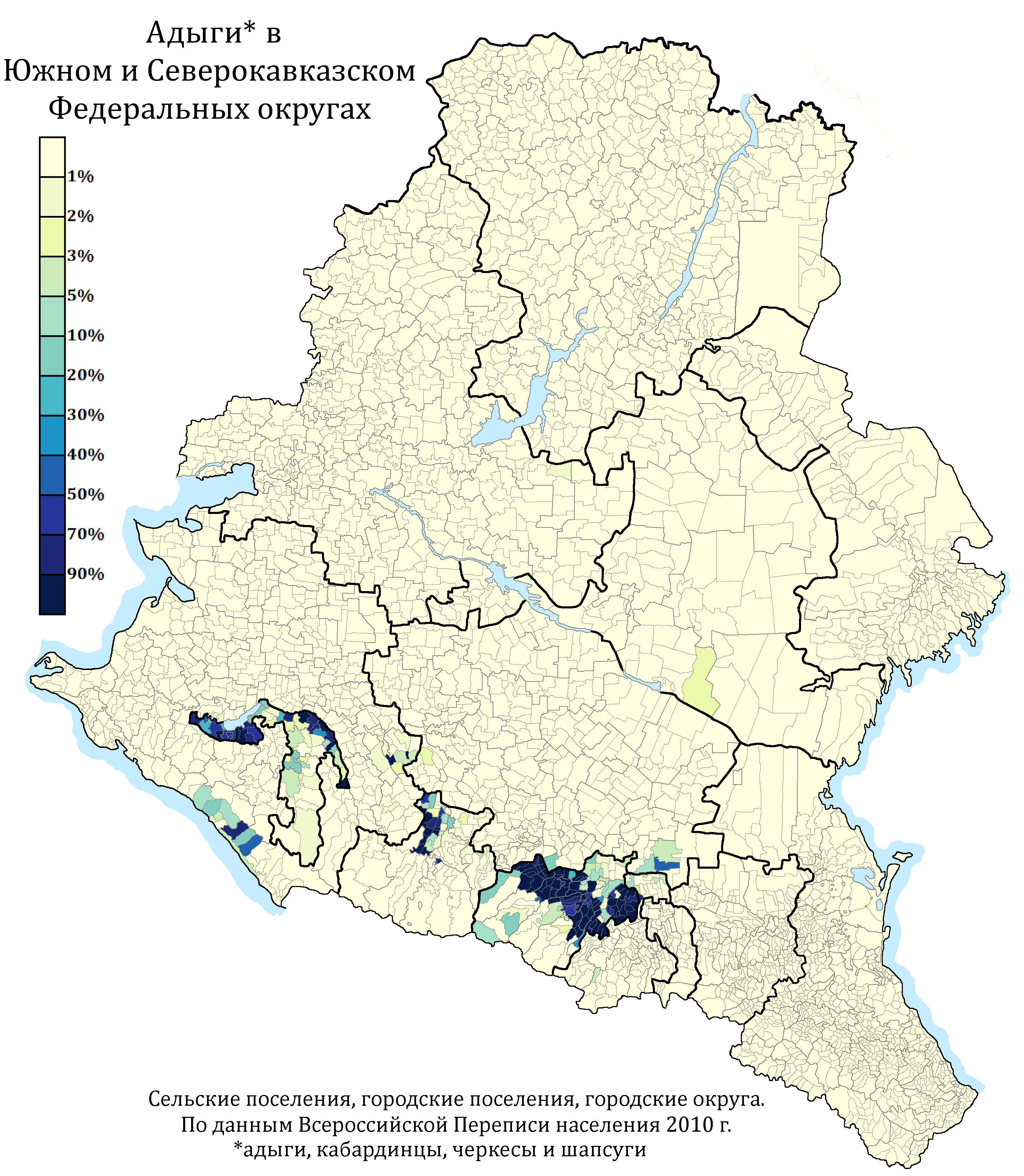
Расселение адыгов (адыгейцев, кабардинцев, черкесов и шапсуг) в ЮФО и СКФО по городским и сельским поселениям в %, перепись 2010 г.
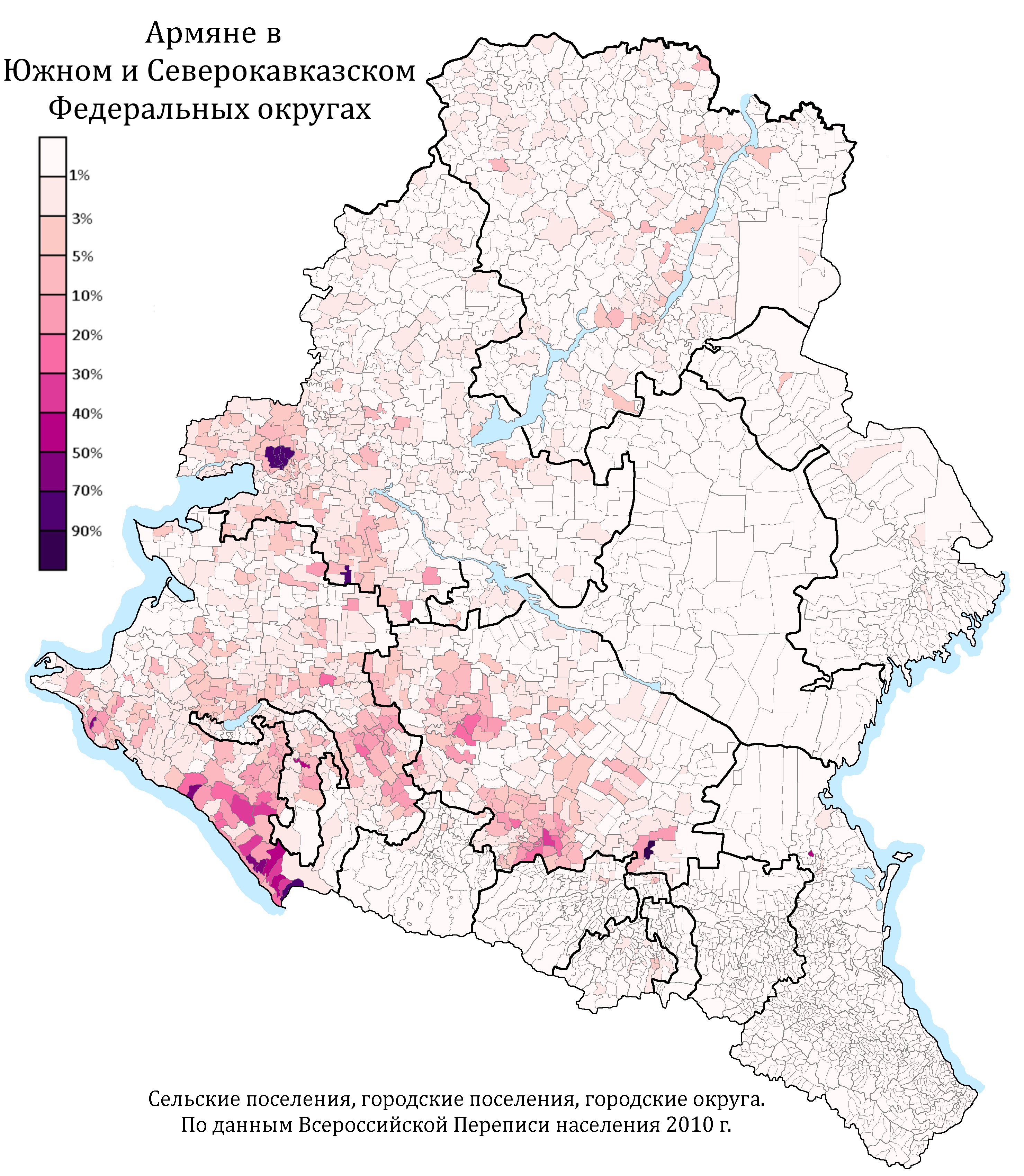
Расселение армян в ЮФО и СКФО по городским и сельским поселениям в %, перепись 2010 г.
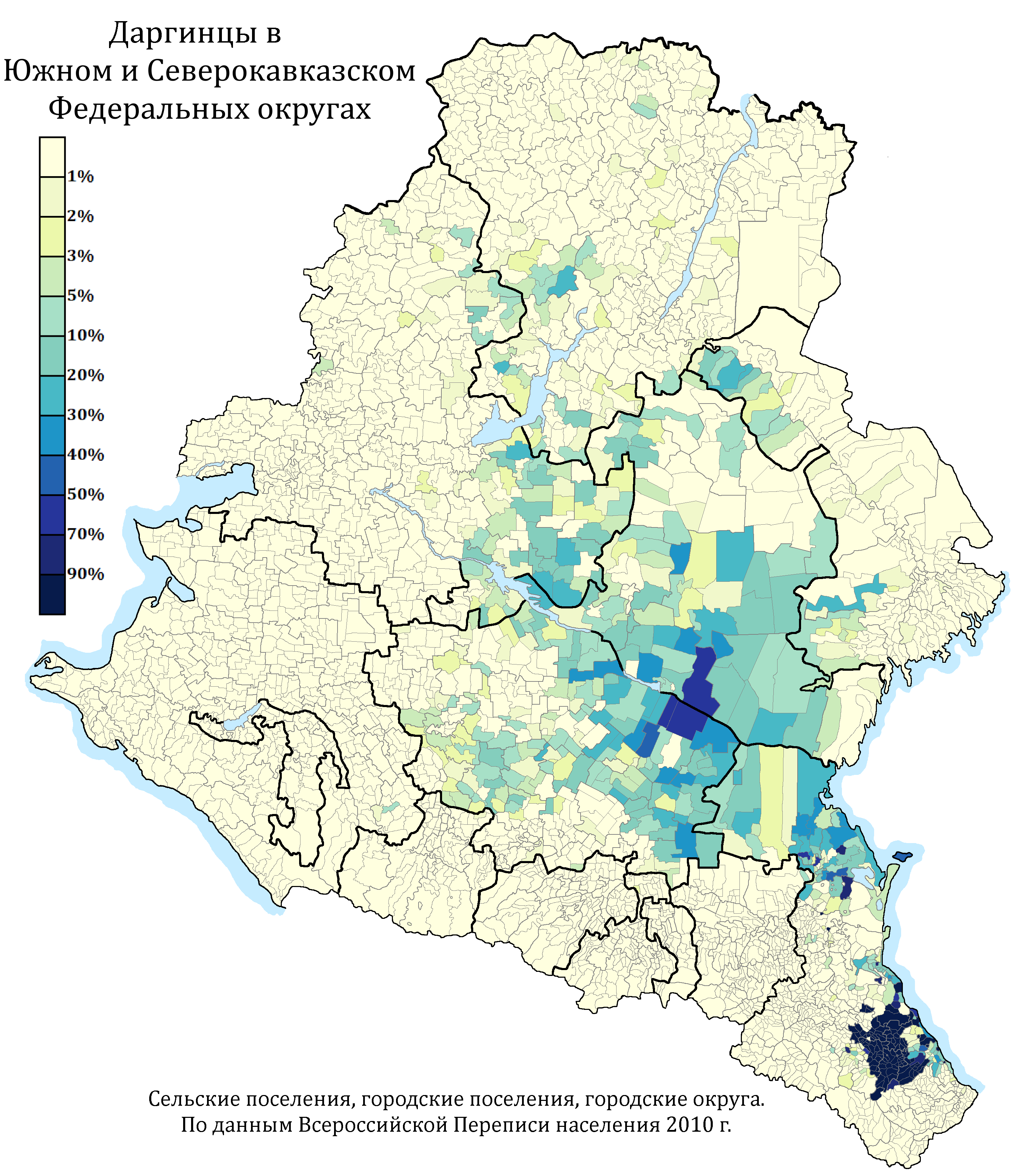
Расселение даргинцев в ЮФО и СКФО по городским и сельским поселениям в %, перепись 2010 г.
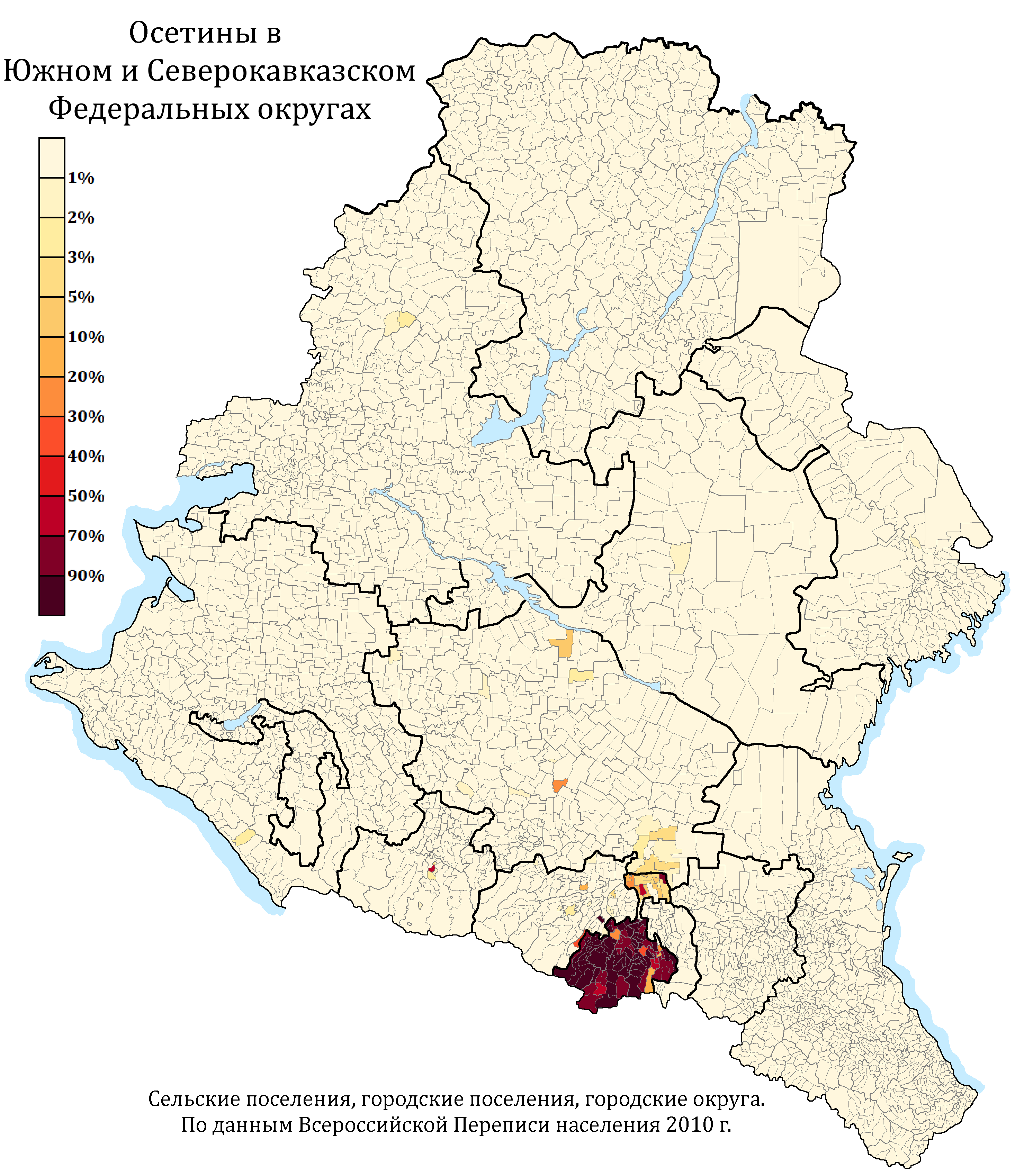
Расселение осетин в ЮФО и СКФО по городским и сельским поселениям в %, перепись 2010 г.
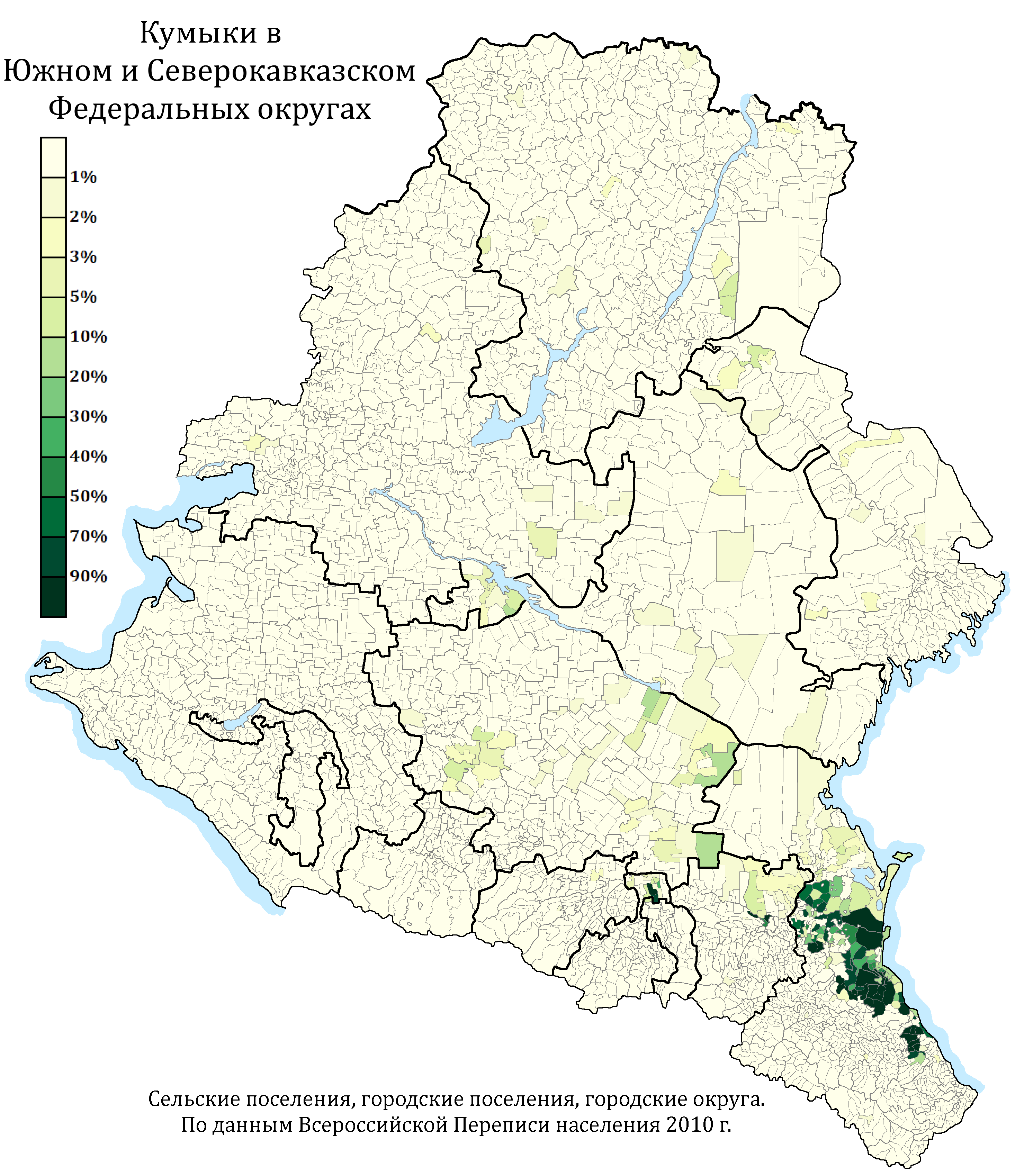
Расселение кумыков в ЮФО и СКФО по городским и сельским поселениям в %, перепись 2010 г.
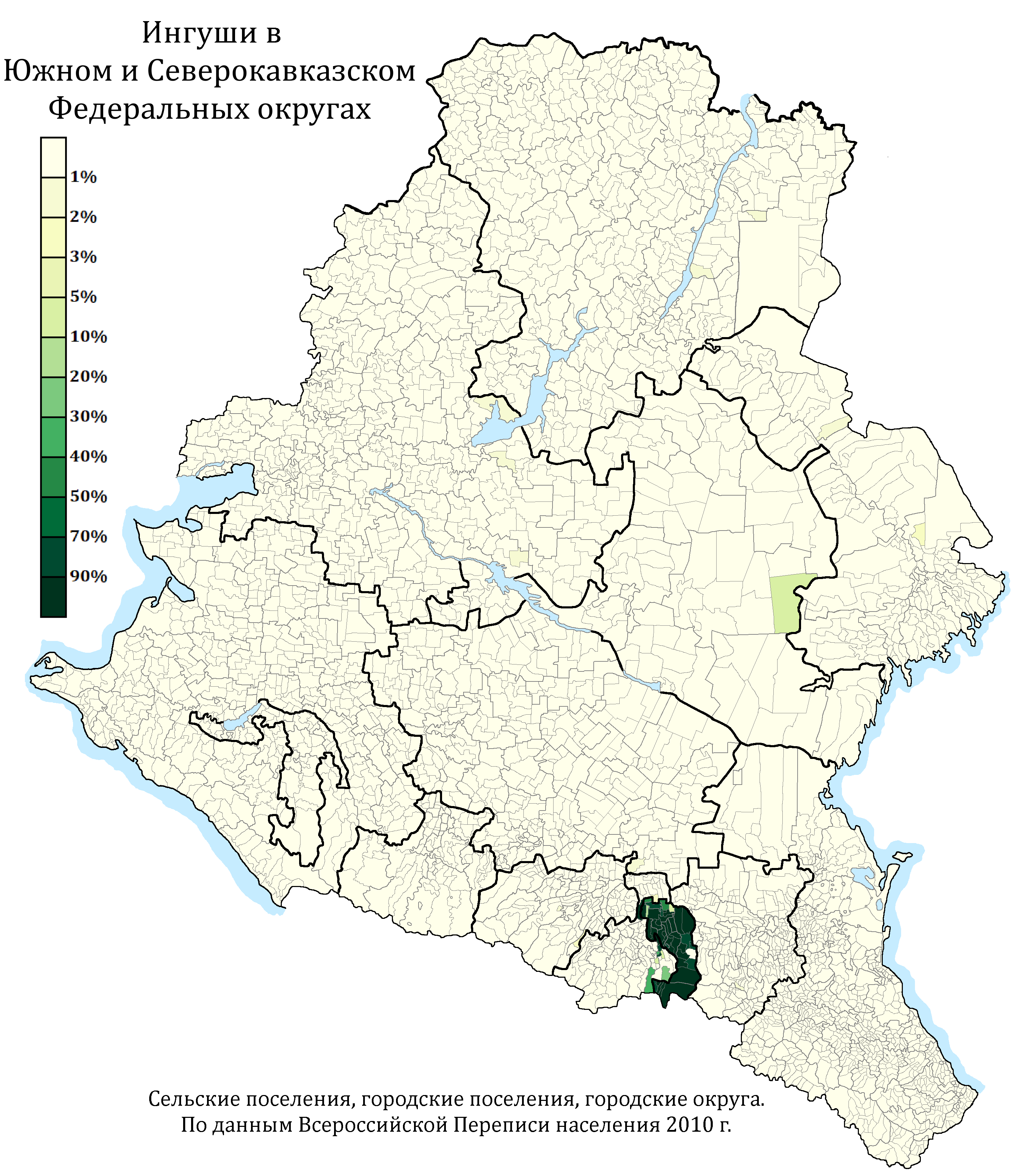
Расселение ингушей в ЮФО и СКФО по городским и сельским поселениям в %, перепись 2010 г.
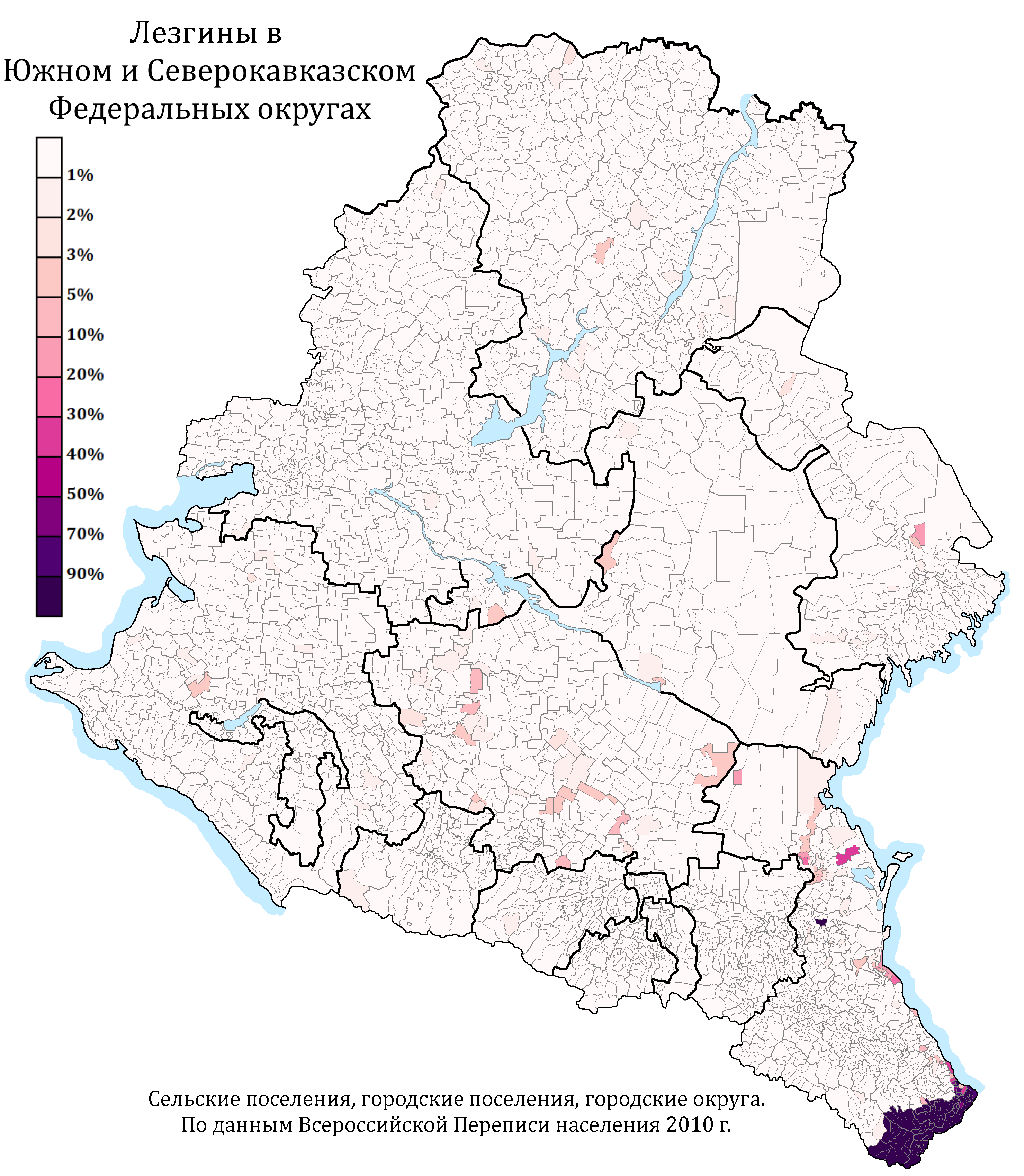
Расселение лезгин в ЮФО и СКФО по городским и сельским поселениям в %, перепись 2010 г.
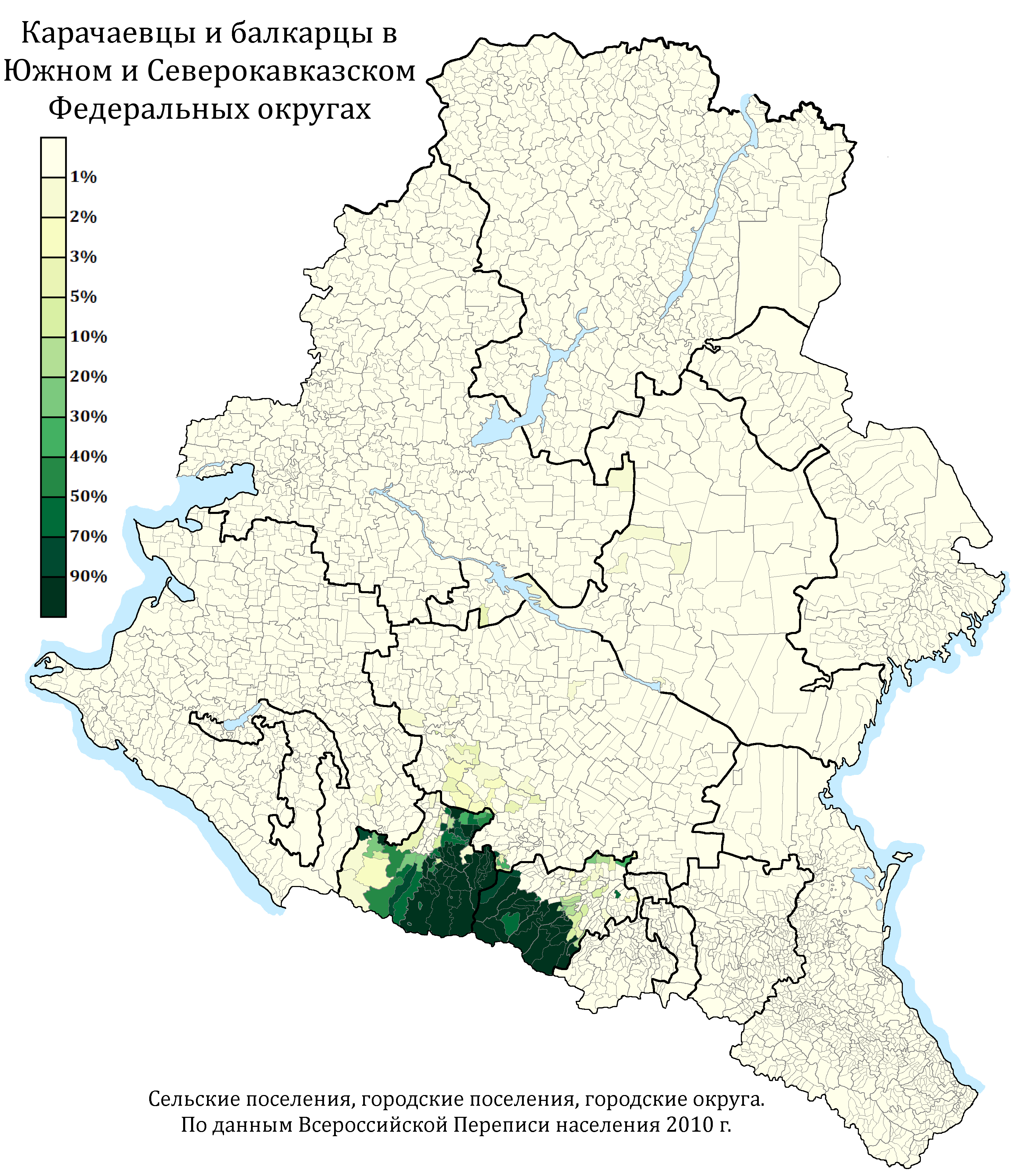
Расселение карачаевцев и балкарцев в ЮФО и СКФО по городским и сельским поселениям в %, перепись 2010 г.
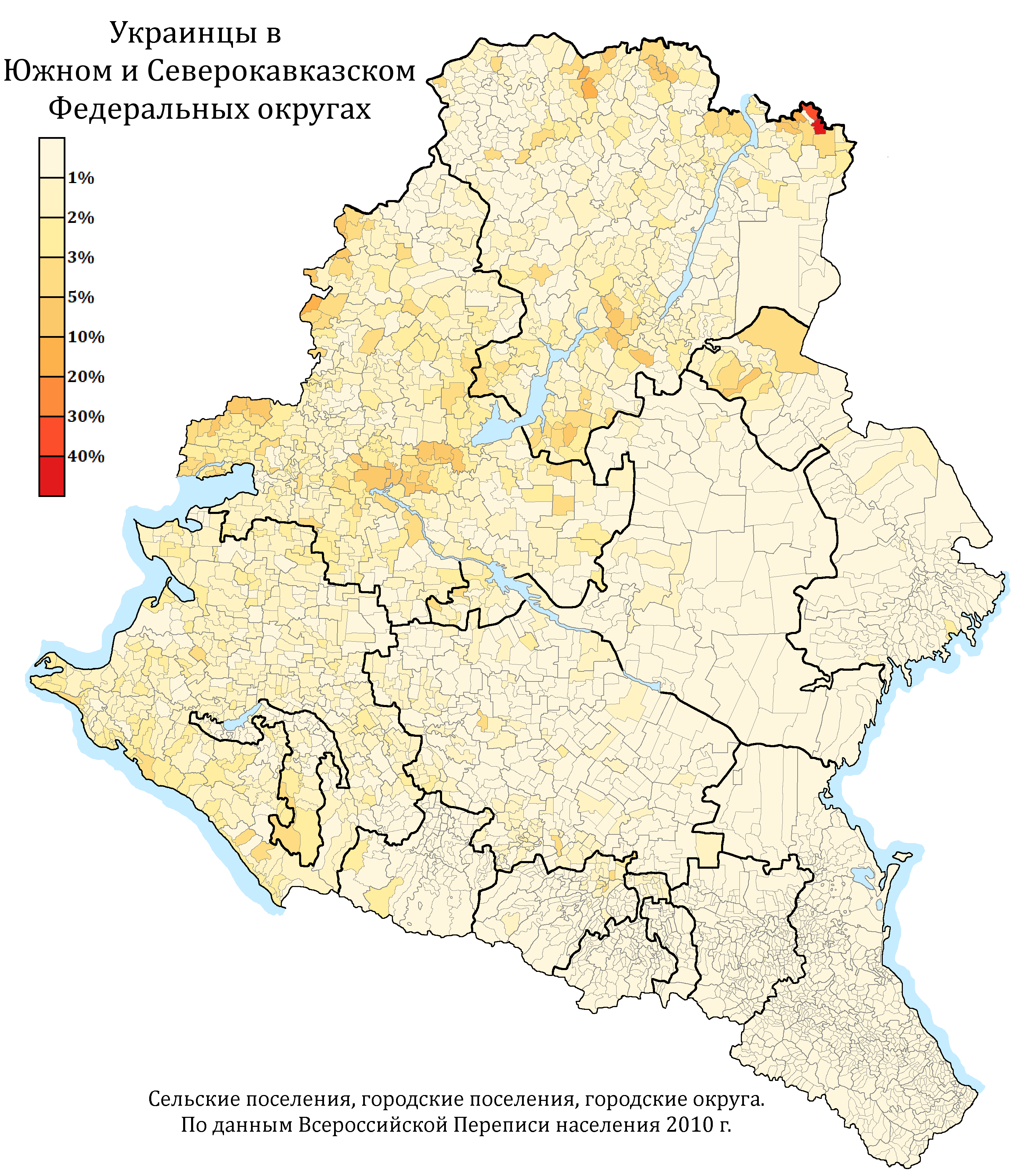
Расселение украинцев в ЮФО и СКФО по городским и сельским поселениям в %, перепись 2010 г.
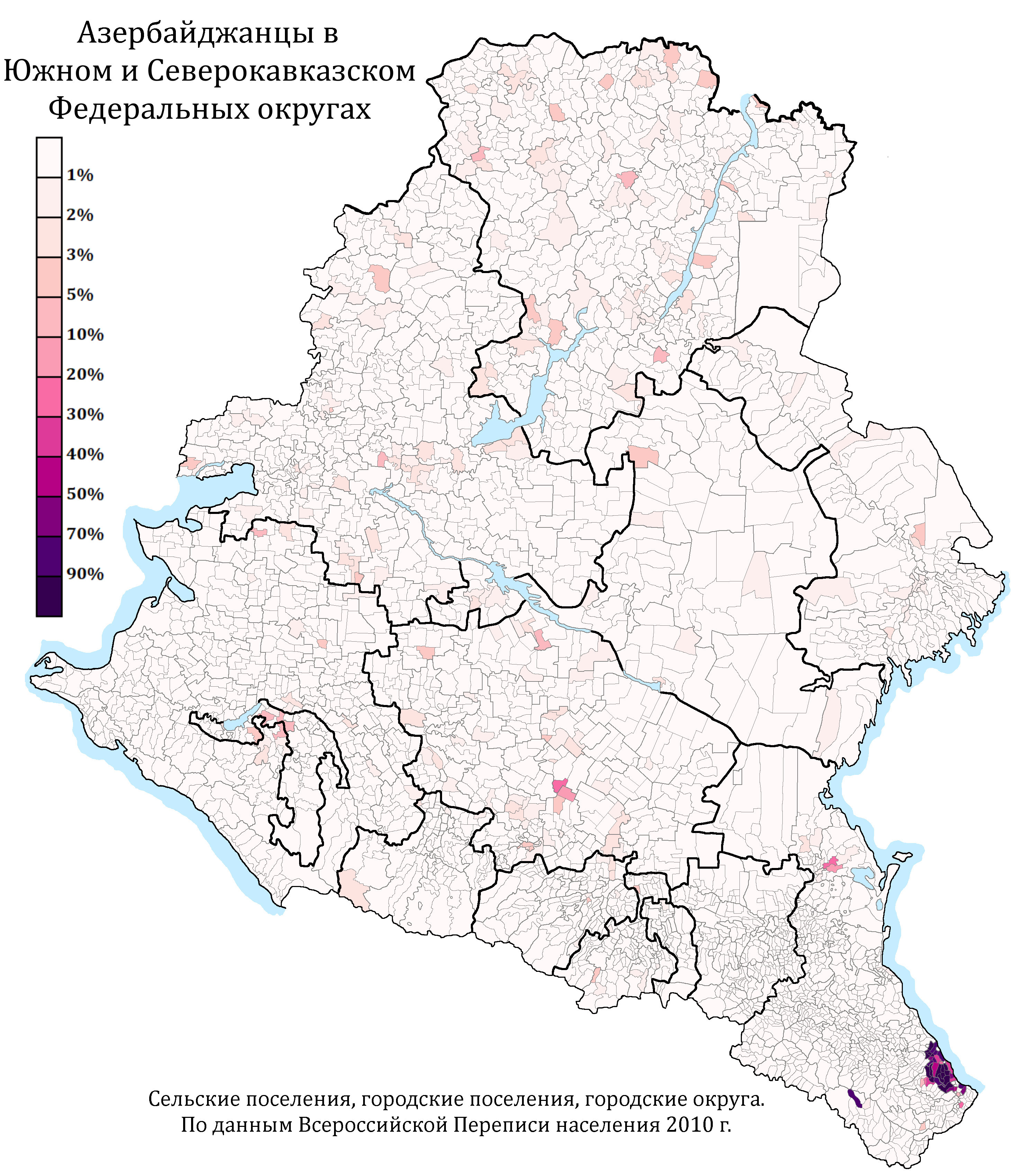
Расселение азербайджанцев в ЮФО и СКФО по городским и сельским поселениям в %, перепись 2010 г.
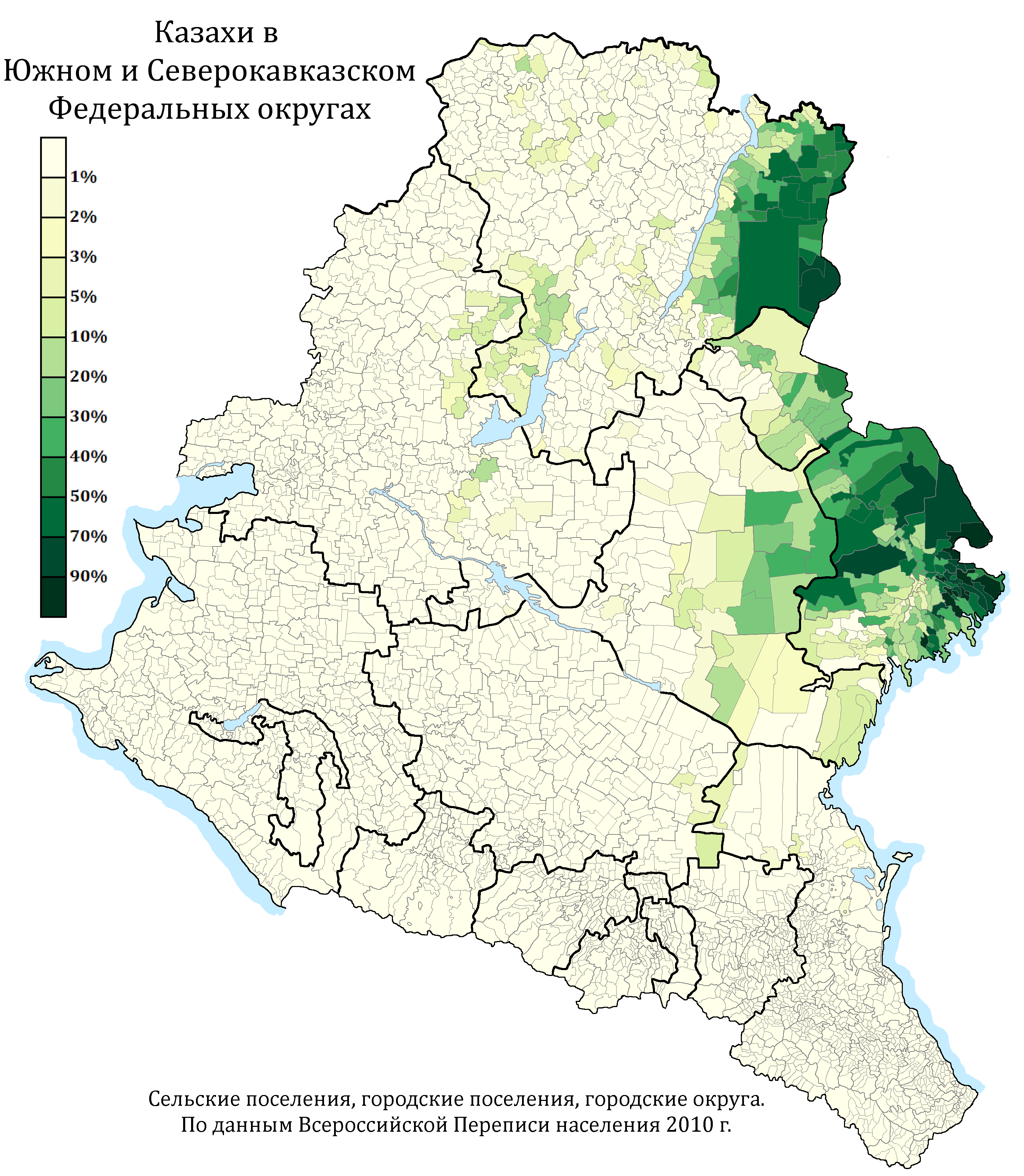
Расселение казахов в ЮФО и СКФО по городским и сельским поселениям в %, перепись 2010 г.
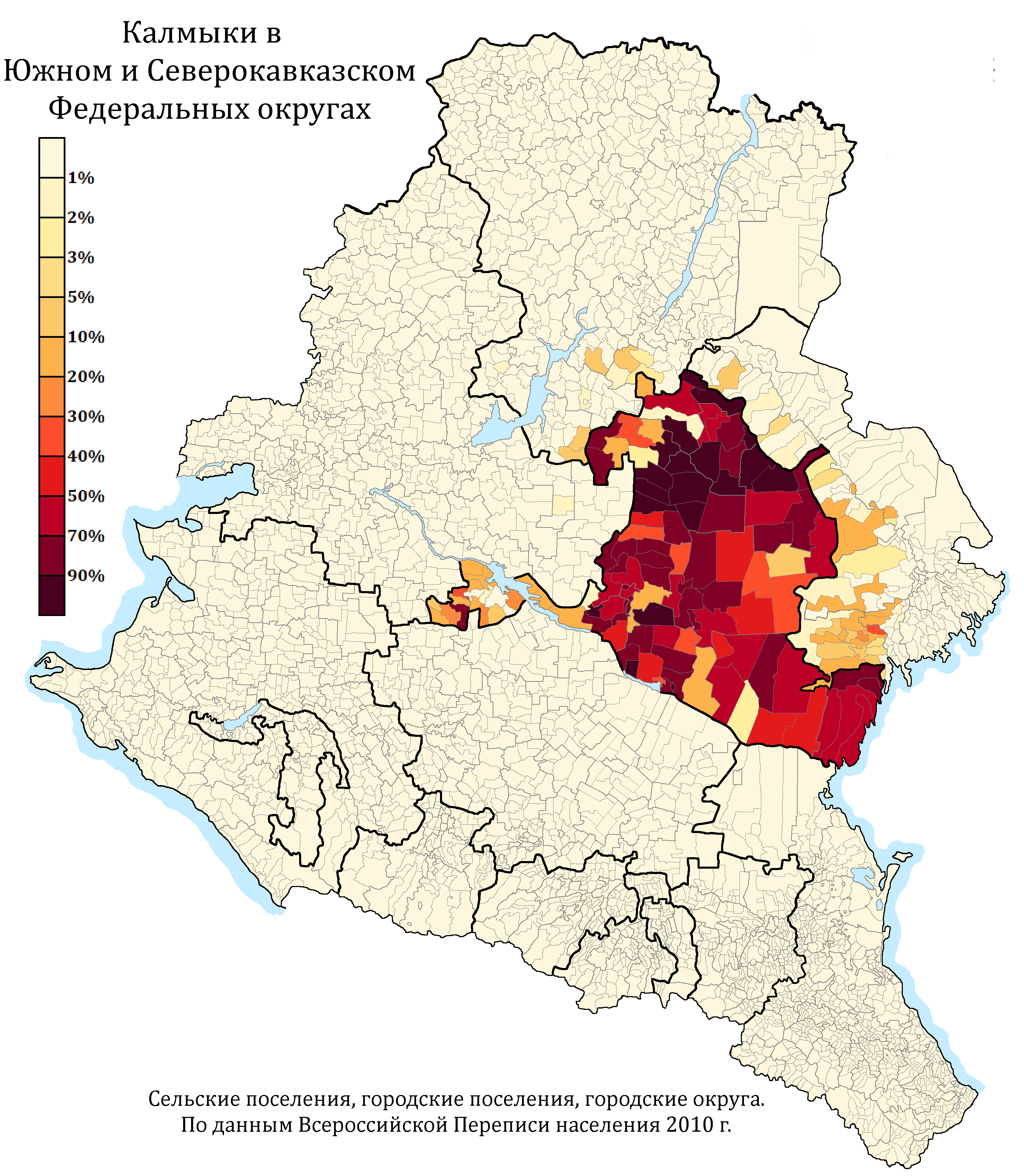
Расселение калмыков в ЮФО и СКФО по городским и сельским поселениям в %, перепись 2010 г.
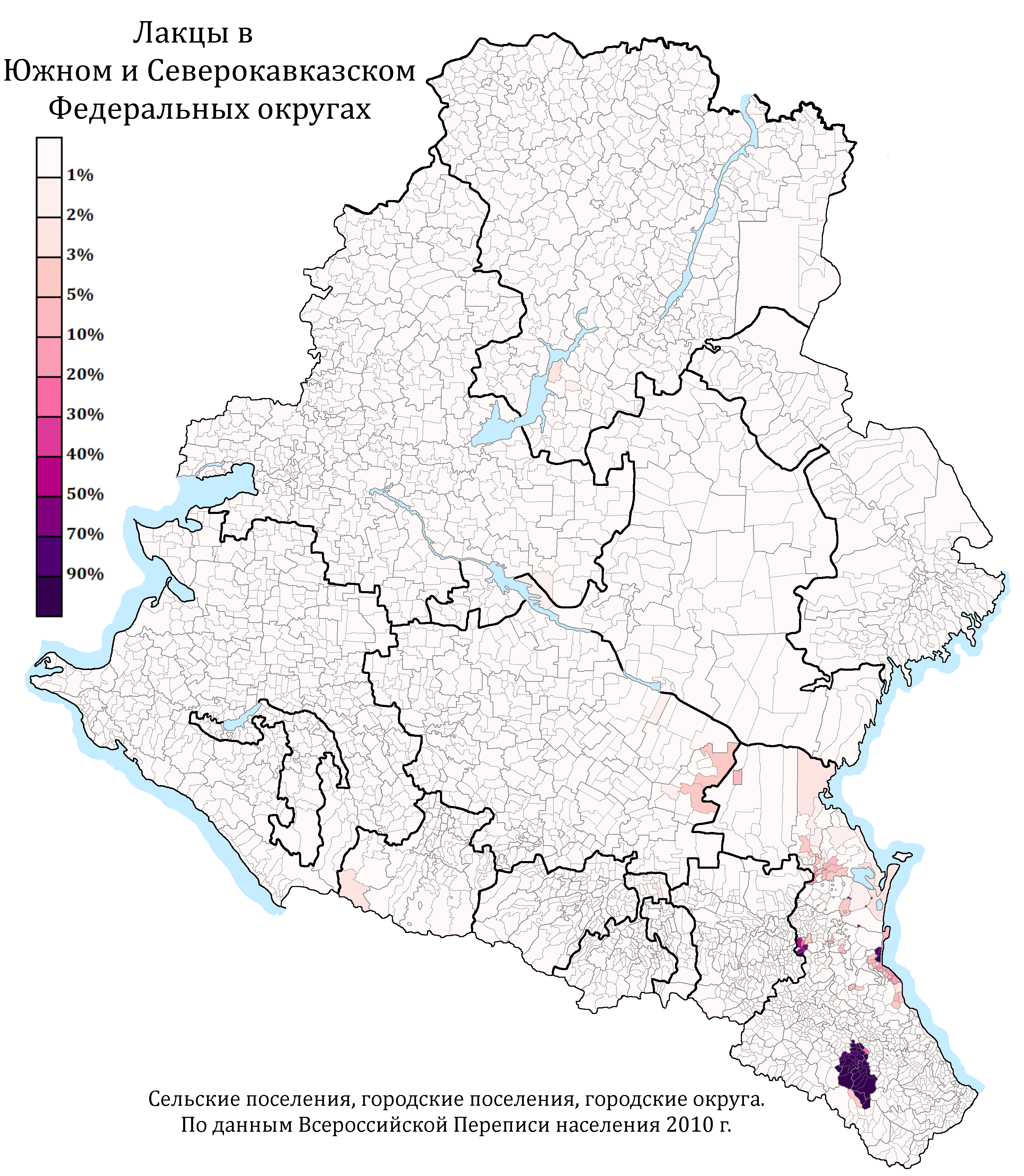
Расселение лакцев в ЮФО и СКФО по городским и сельским поселениям в %, перепись 2010 г.
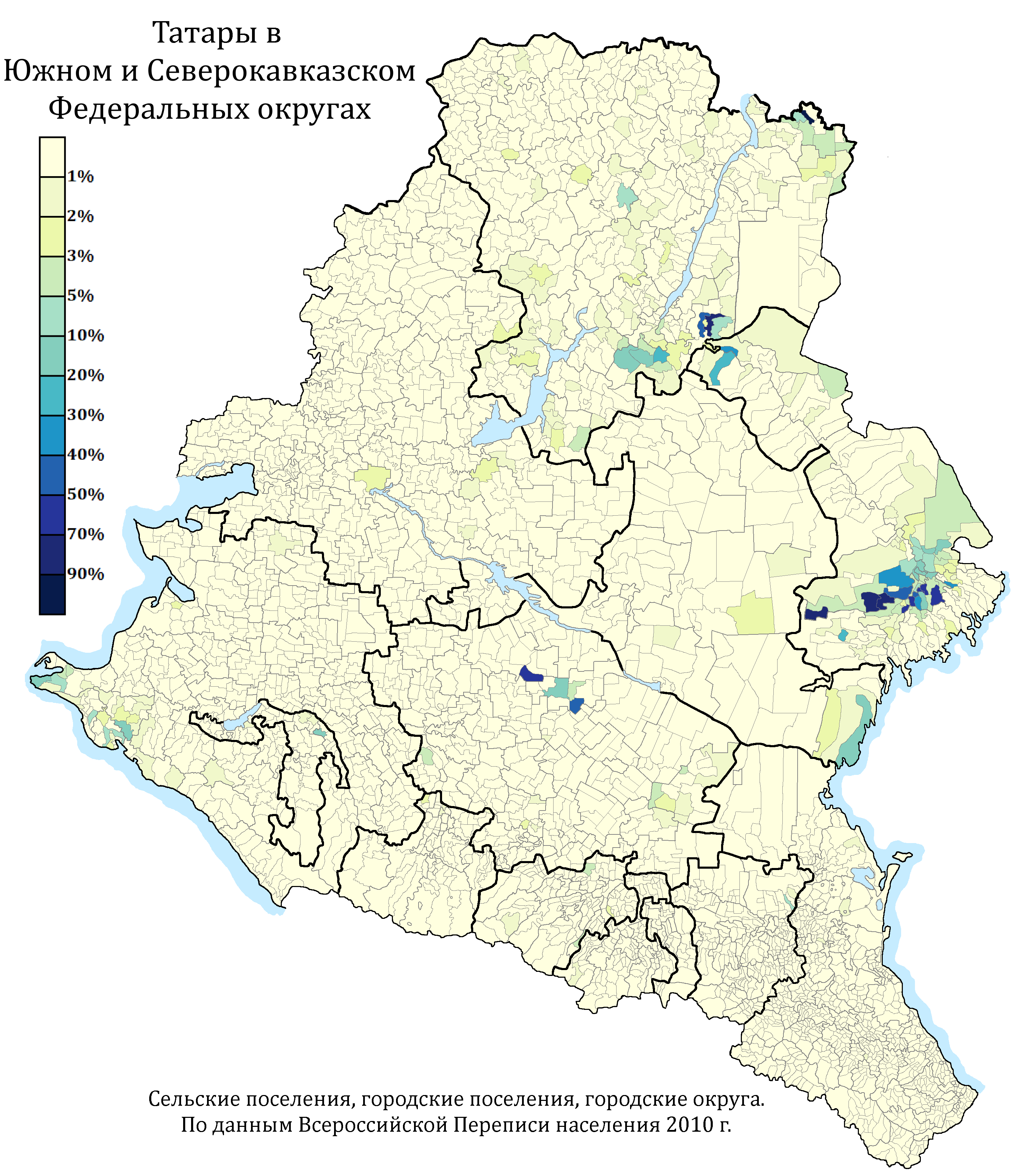
Расселение татар в ЮФО и СКФО по городским и сельским поселениям в %, перепись 2010 г.
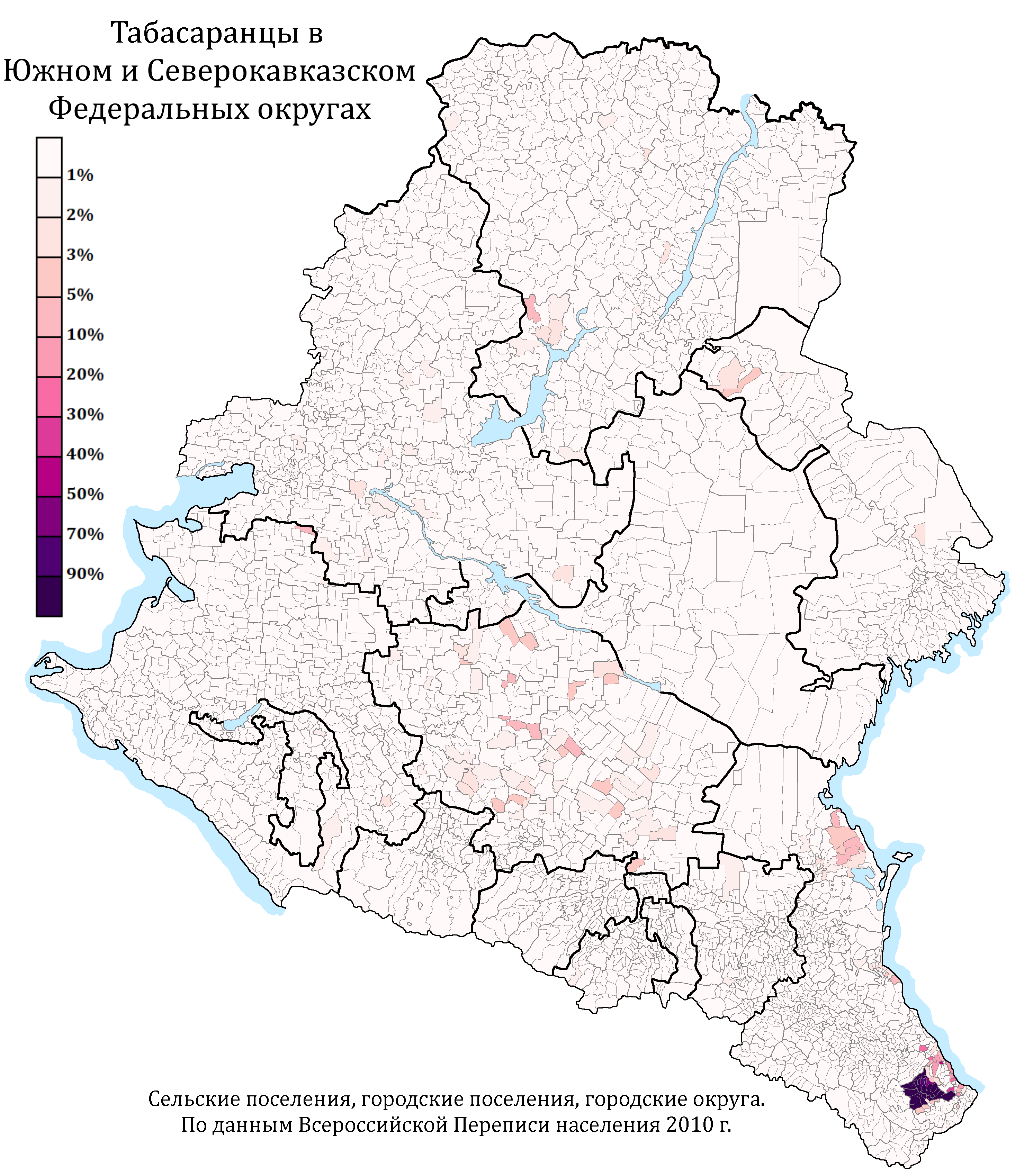
Расселение табасаранцев в ЮФО и СКФО по городским и сельским поселениям в %, перепись 2010 г.
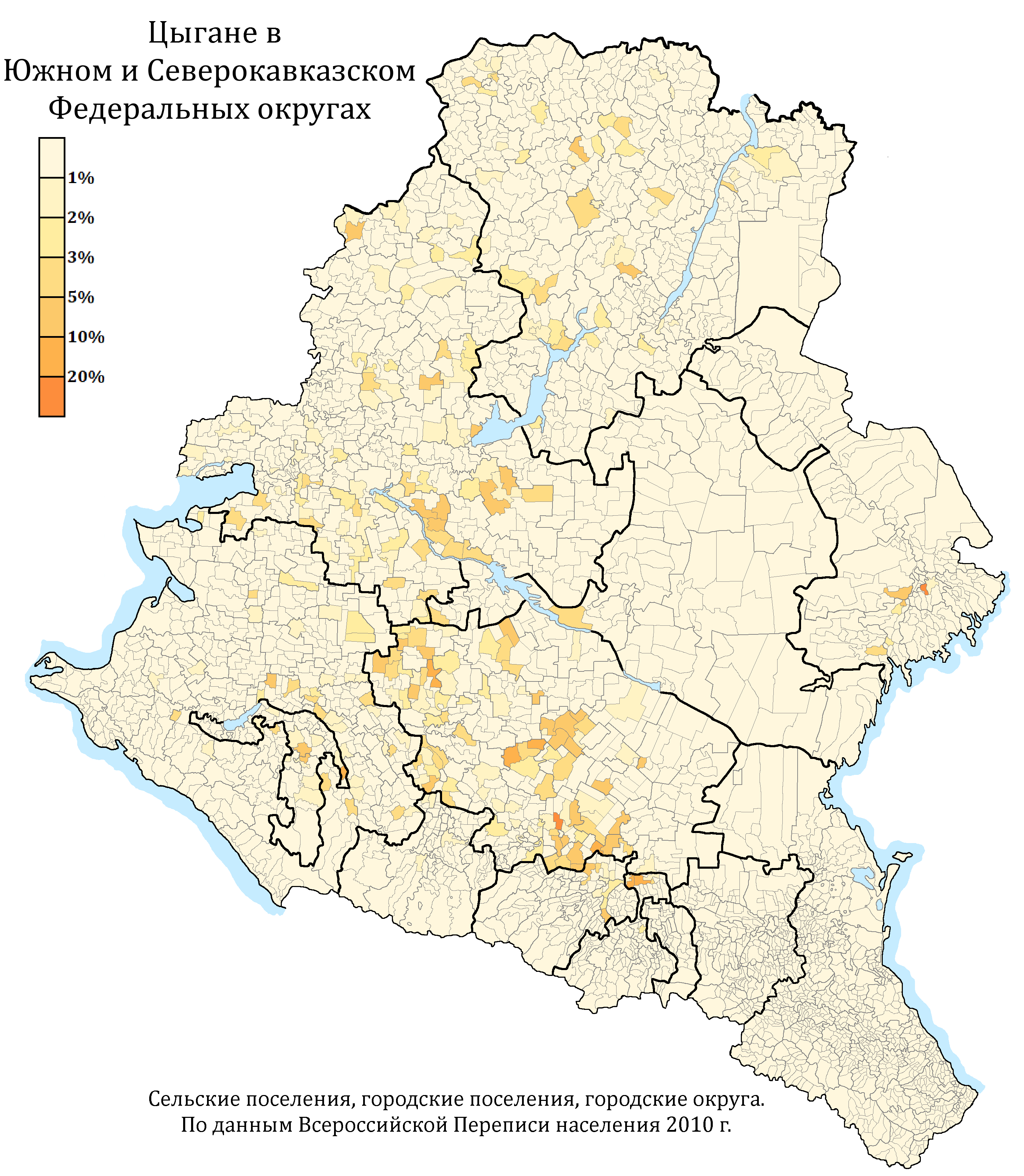
Расселение цыган в ЮФО и СКФО по городским и сельским поселениям в %, перепись 2010 г.
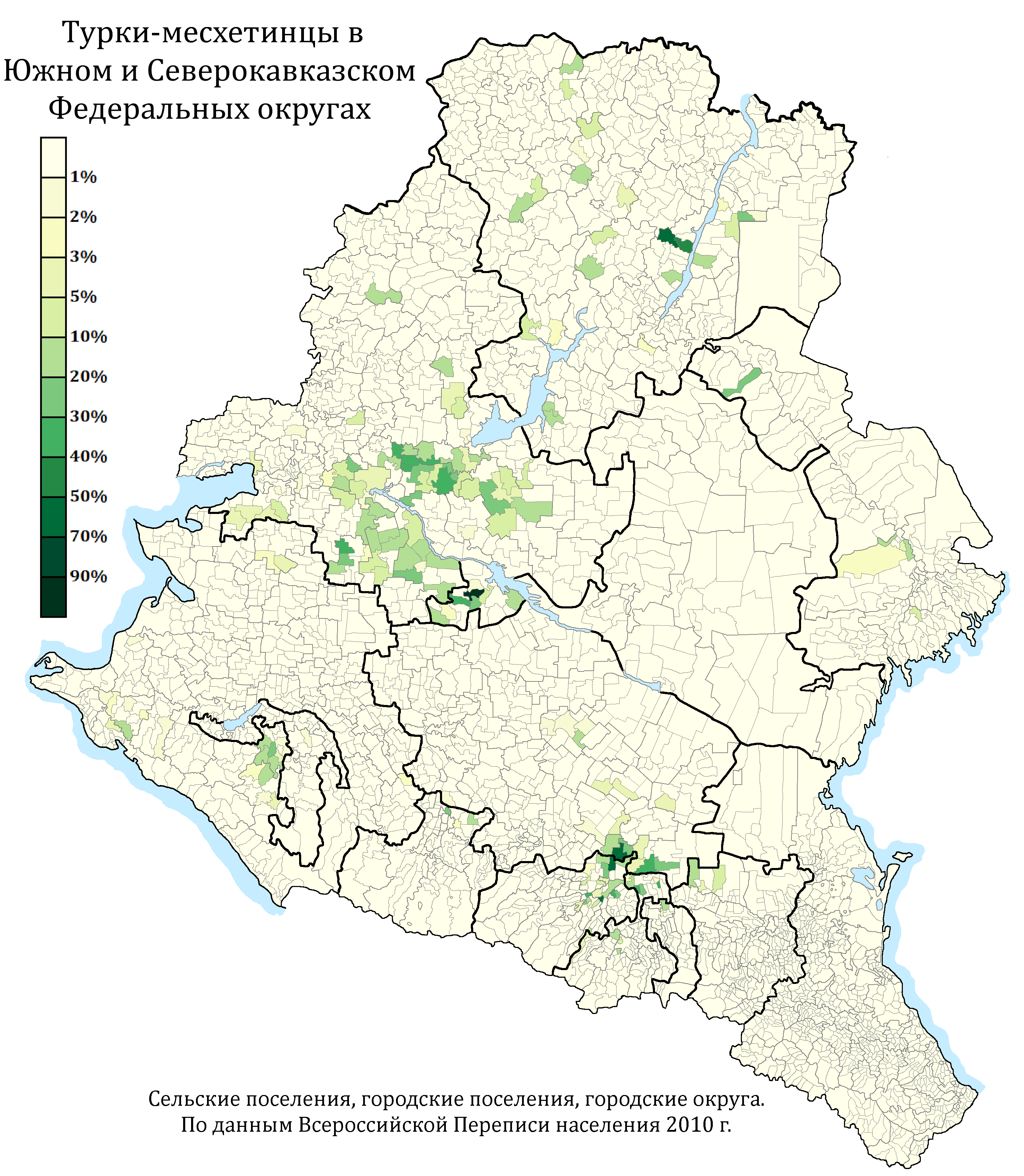
Расселение турок-месхетинцев в ЮФО и СКФО по городским и сельским поселениям в %, перепись 2010 г.
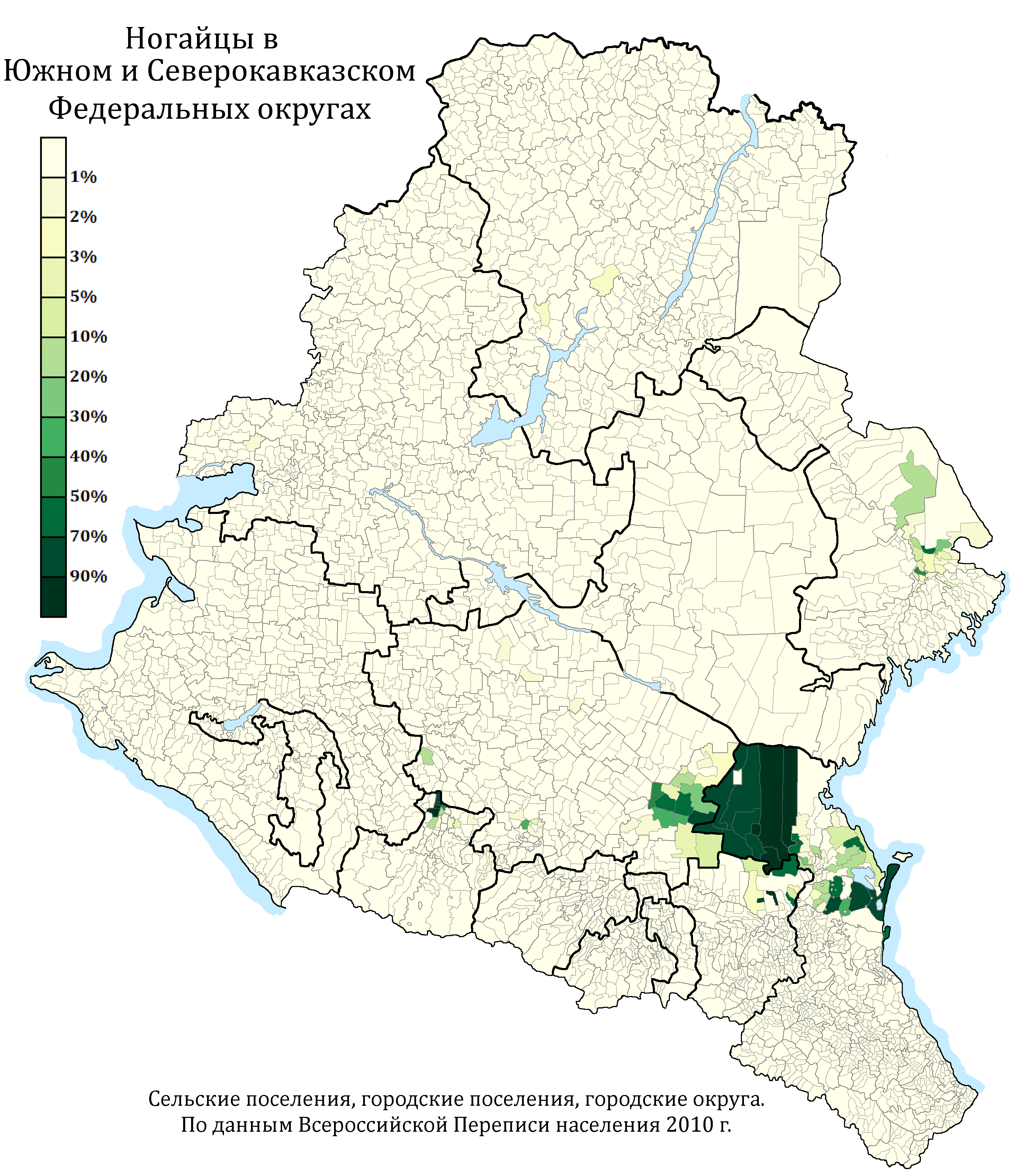
Расселение ногайцев в ЮФО и СКФО по городским и сельским поселениям в %, перепись 2010 г.
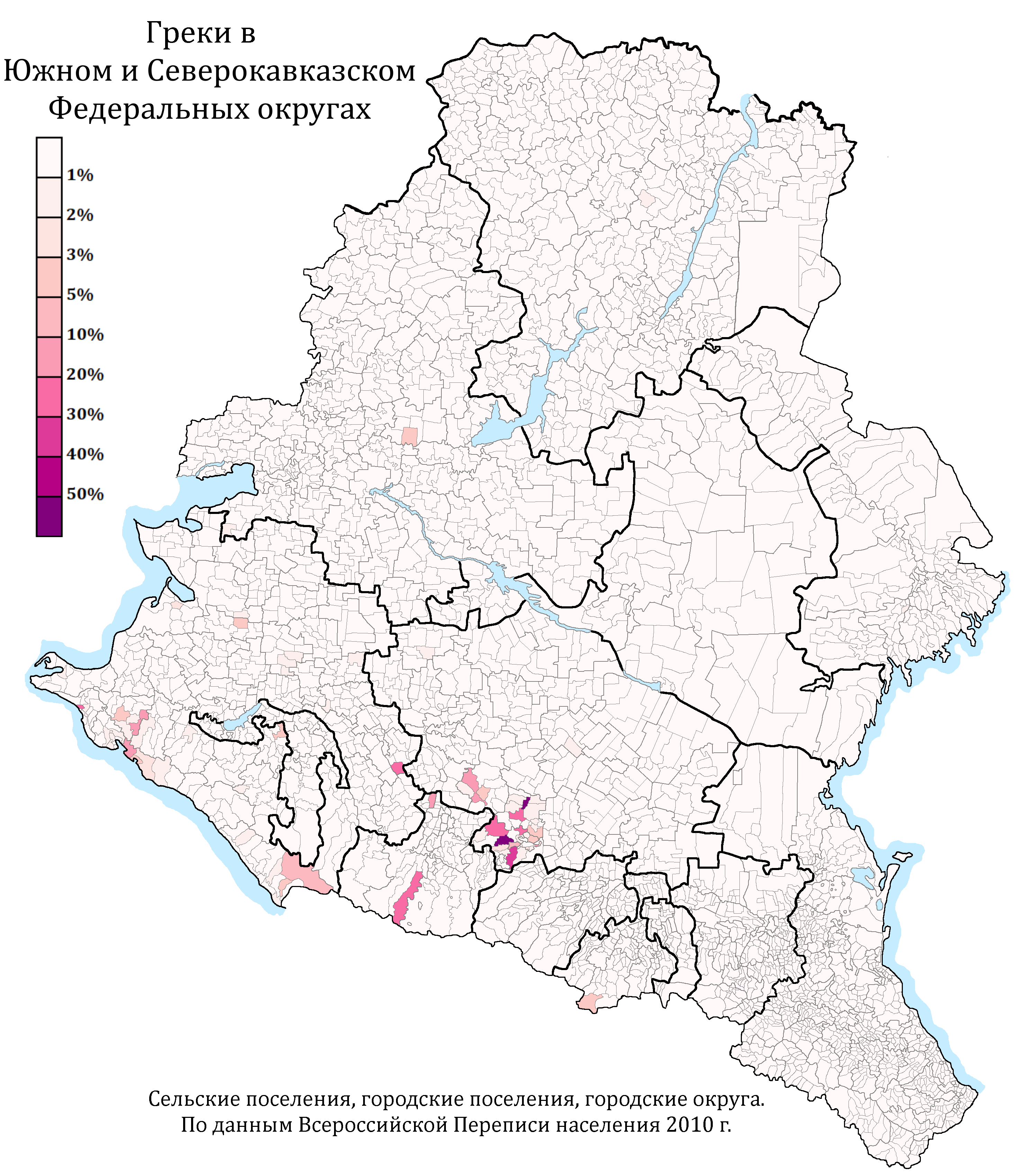
Расселение греков в ЮФО и СКФО по городским и сельским поселениям в %, перепись 2010 г.
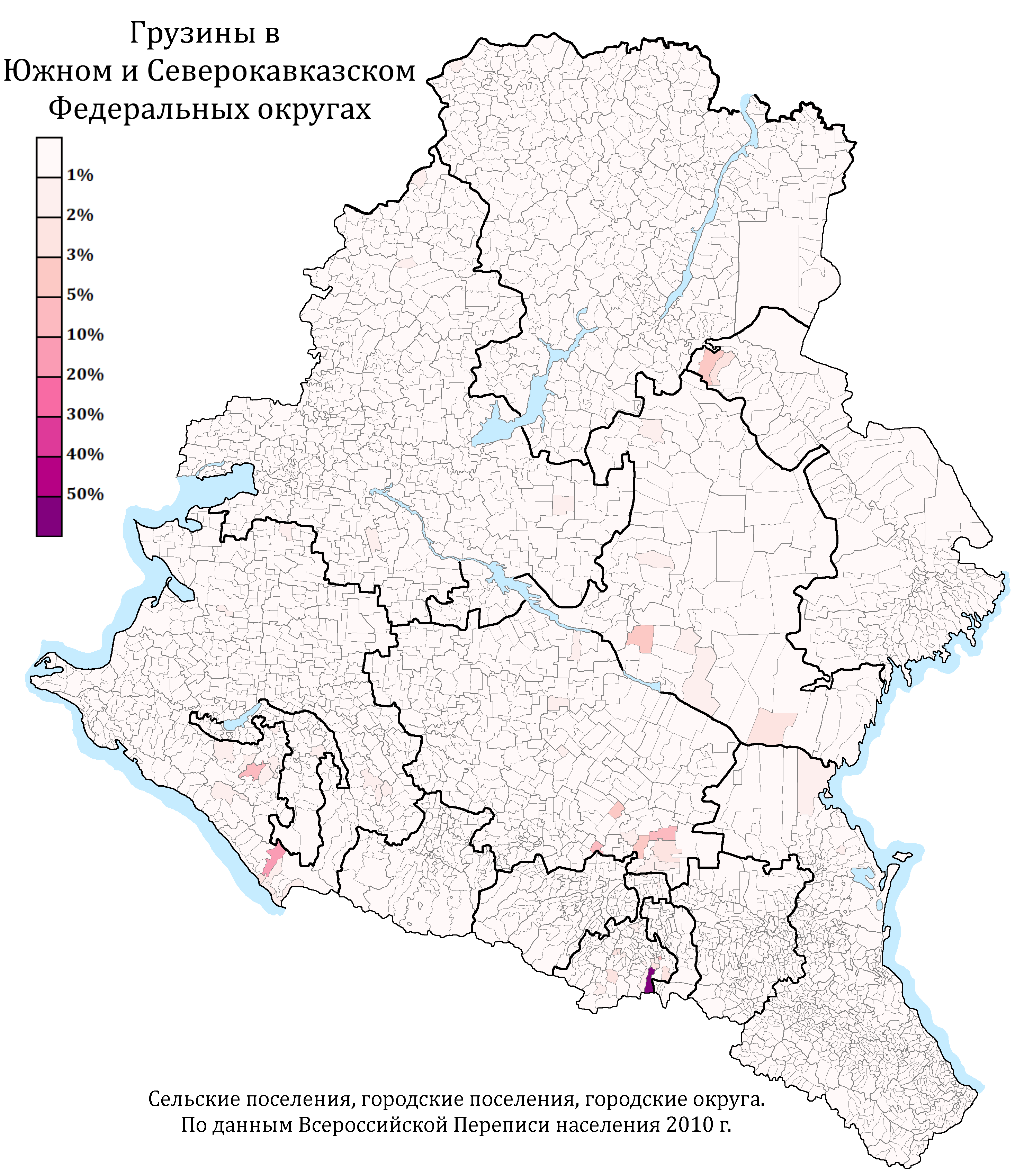
Расселение грузин в ЮФО и СКФО по городским и сельским поселениям в %, перепись 2010 г.
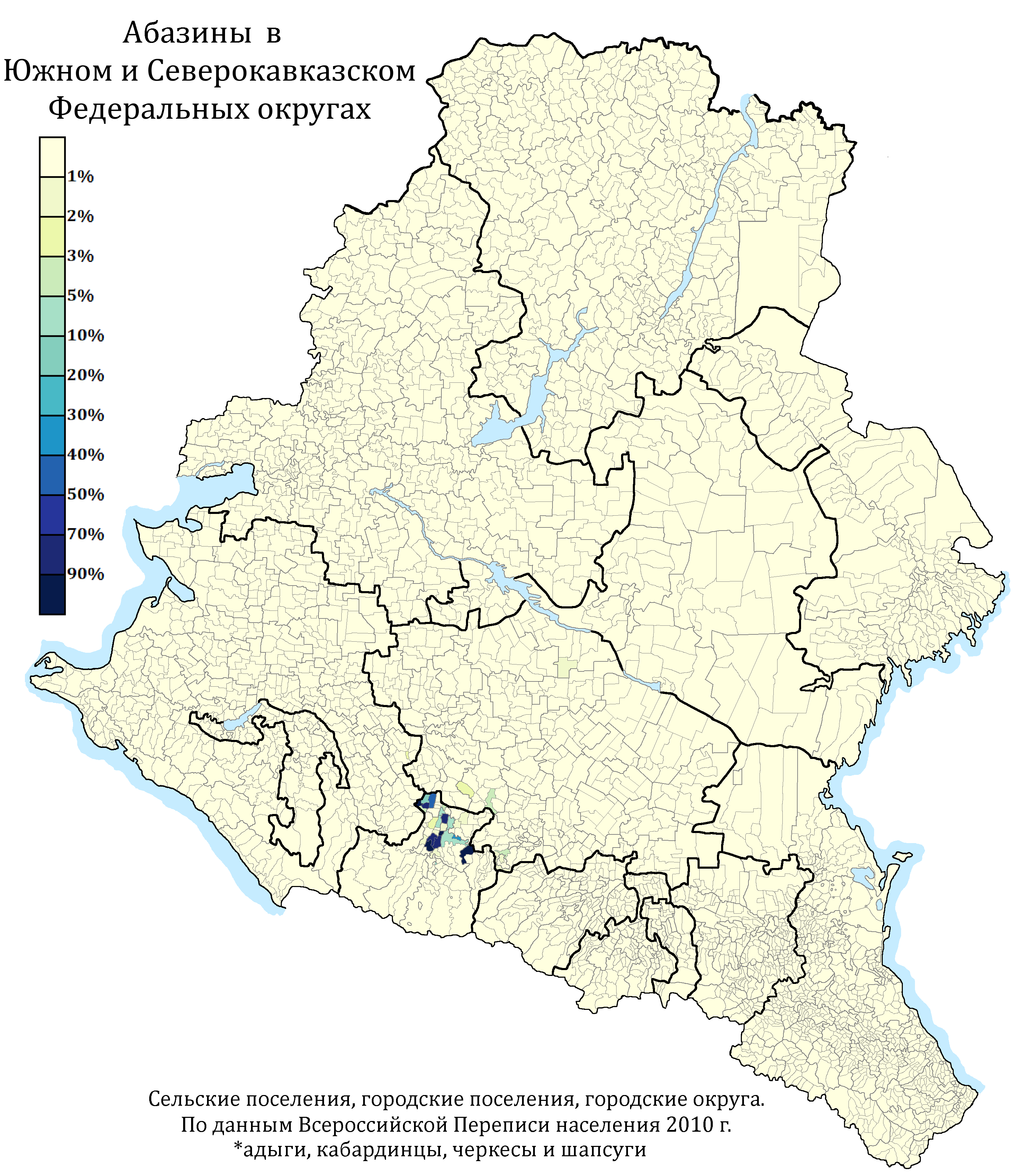
Расселение абазин в ЮФО и СКФО по городским и сельским поселениям в %, перепись 2010 г.
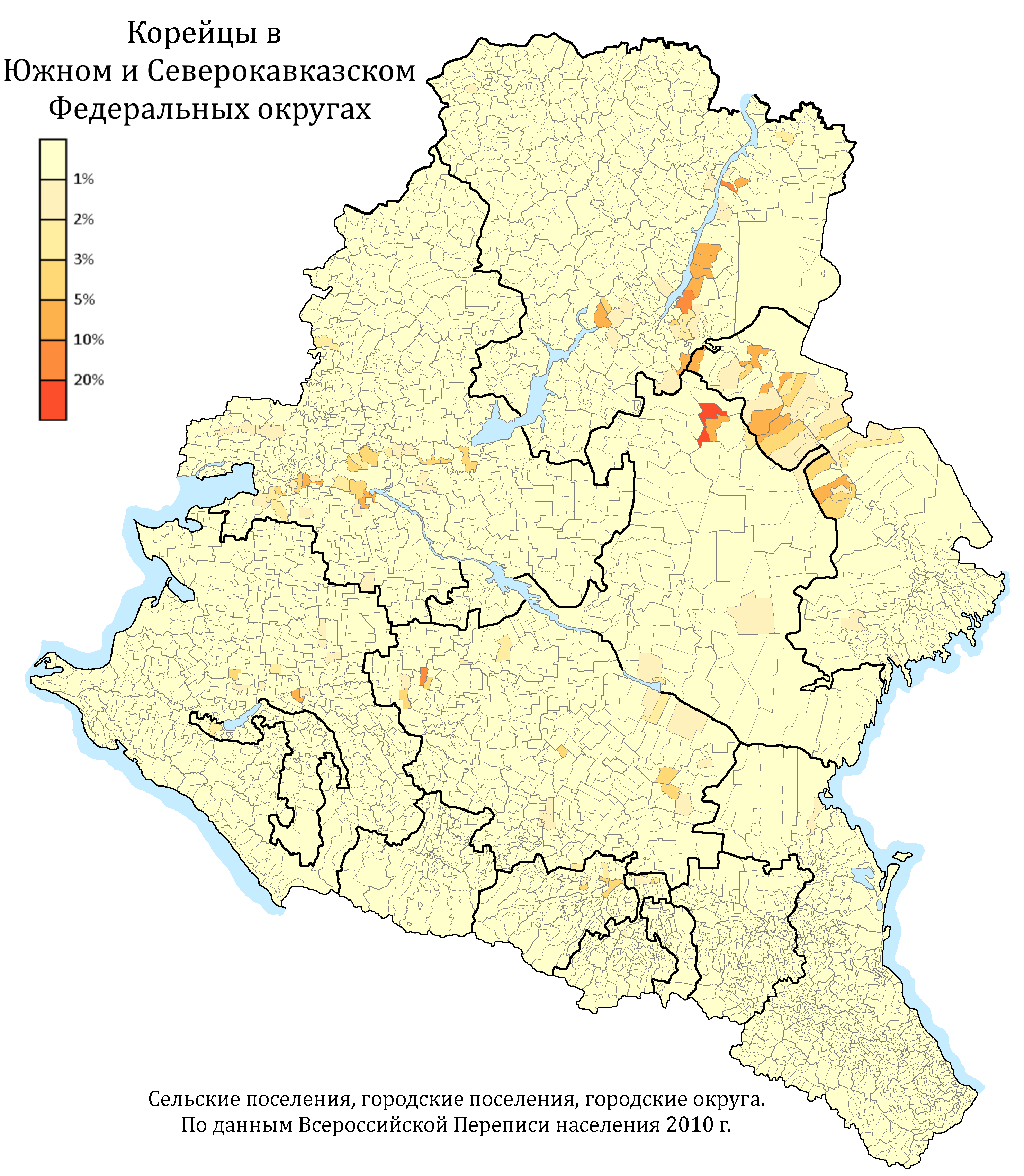
Расселение корейцев в ЮФО и СКФО по городским и сельским поселениям в %, перепись 2010 г.
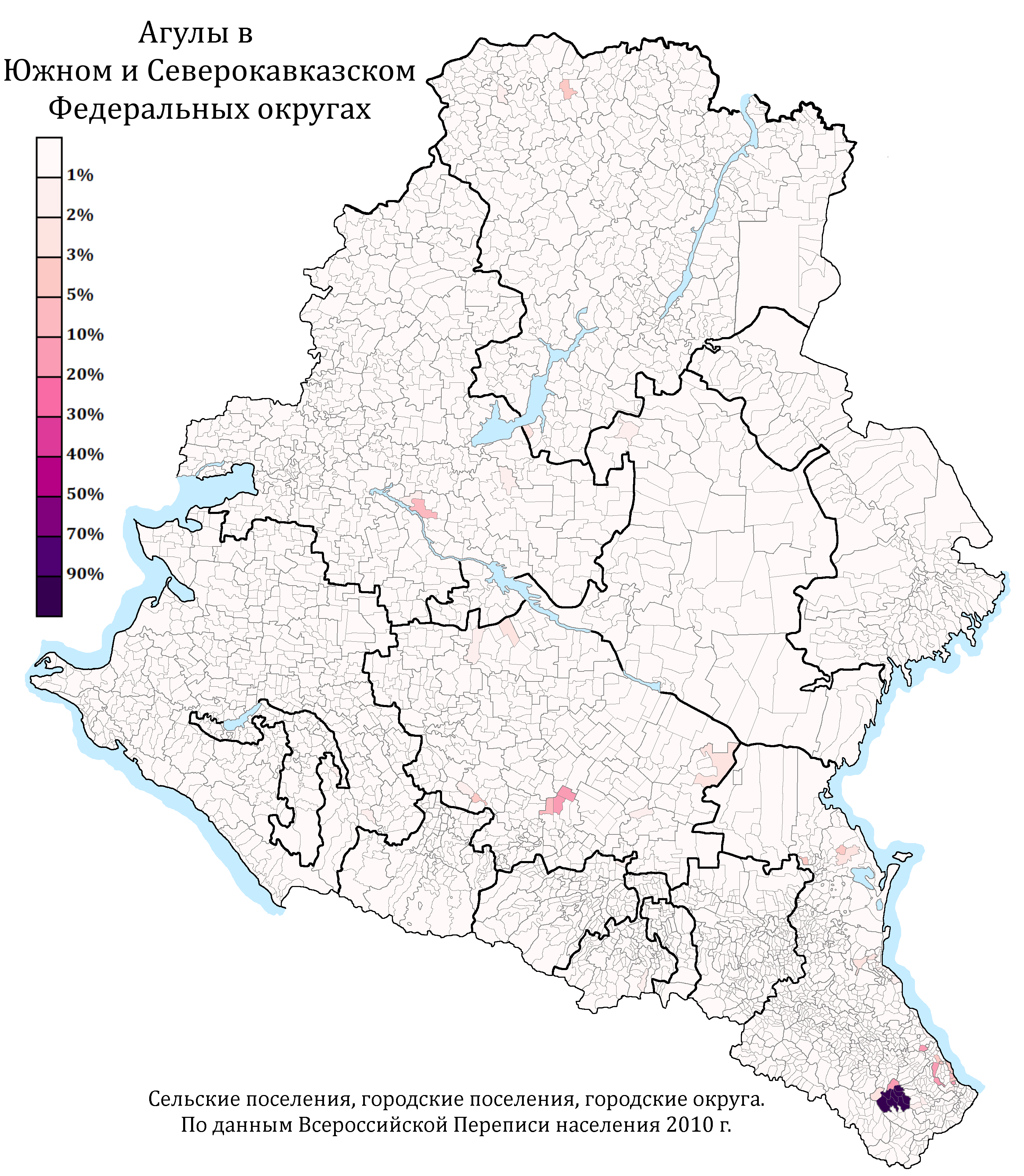
Расселение агулов в ЮФО и СКФО по городским и сельским поселениям в %, перепись 2010 г.
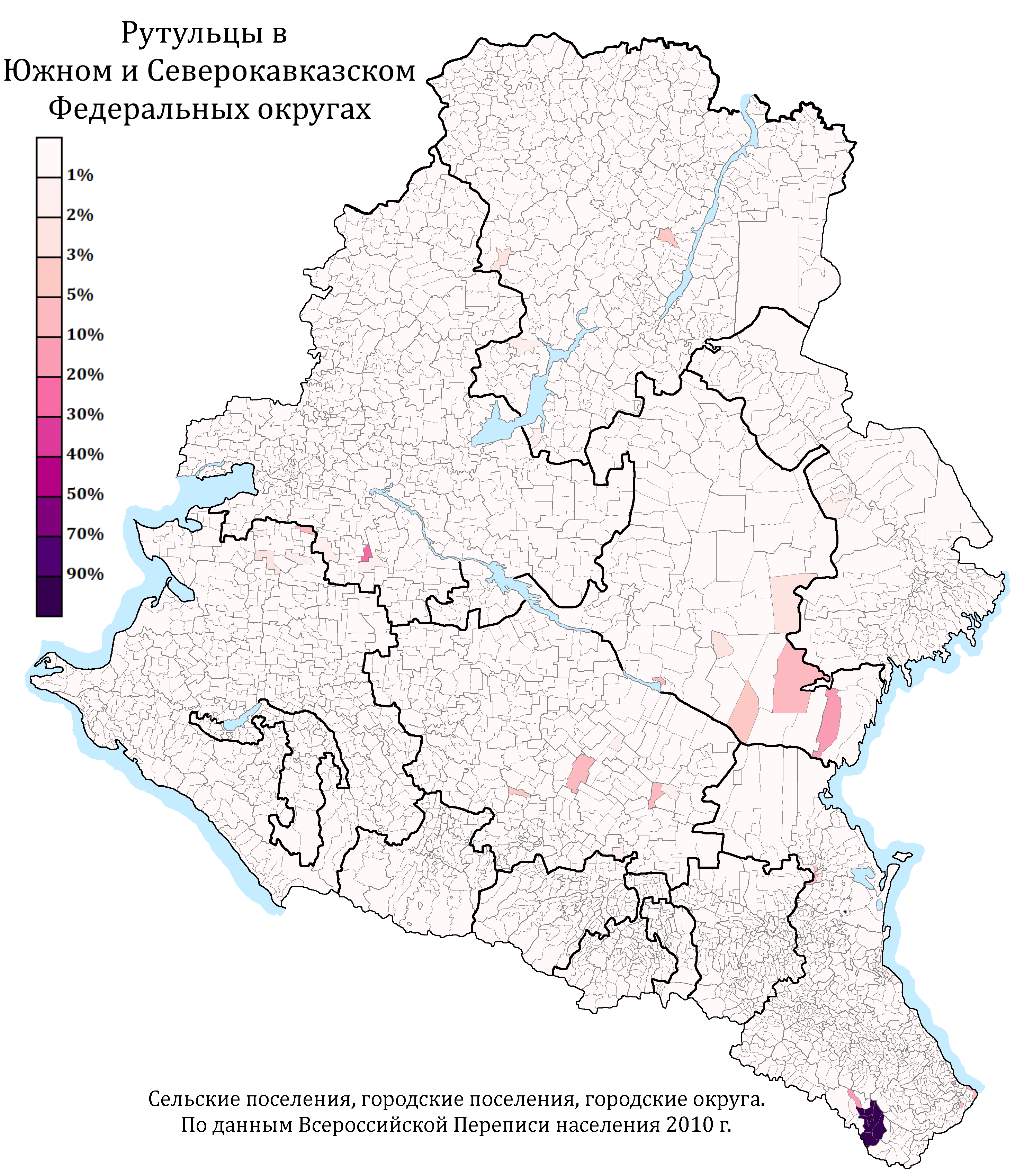
Расселение рутульцев в ЮФО и СКФО по городским и сельским поселениям в %, перепись 2010 г.
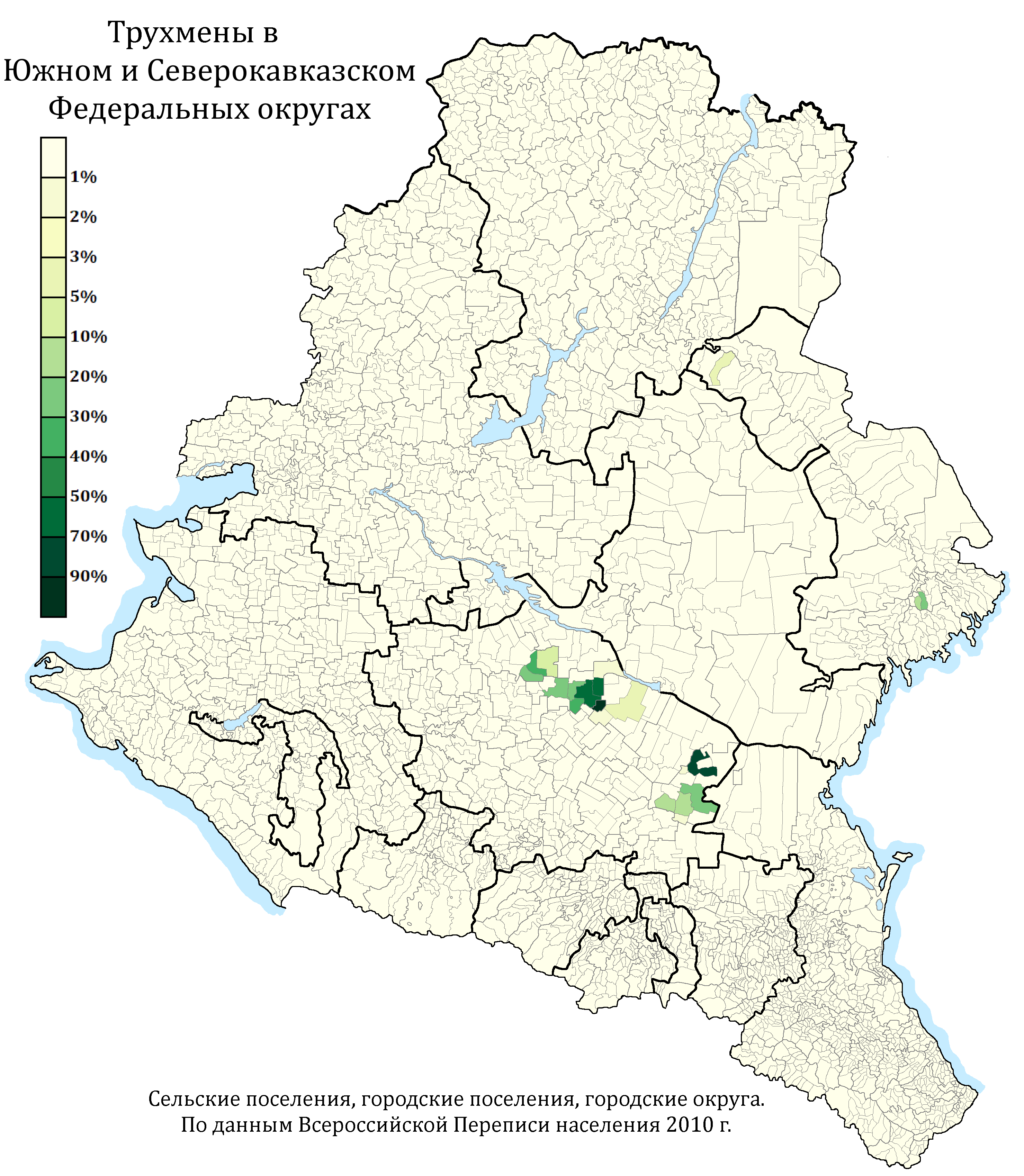
Расселение туркмен в ЮФО и СКФО по городским и сельским поселениям в %, перепись 2010 г.
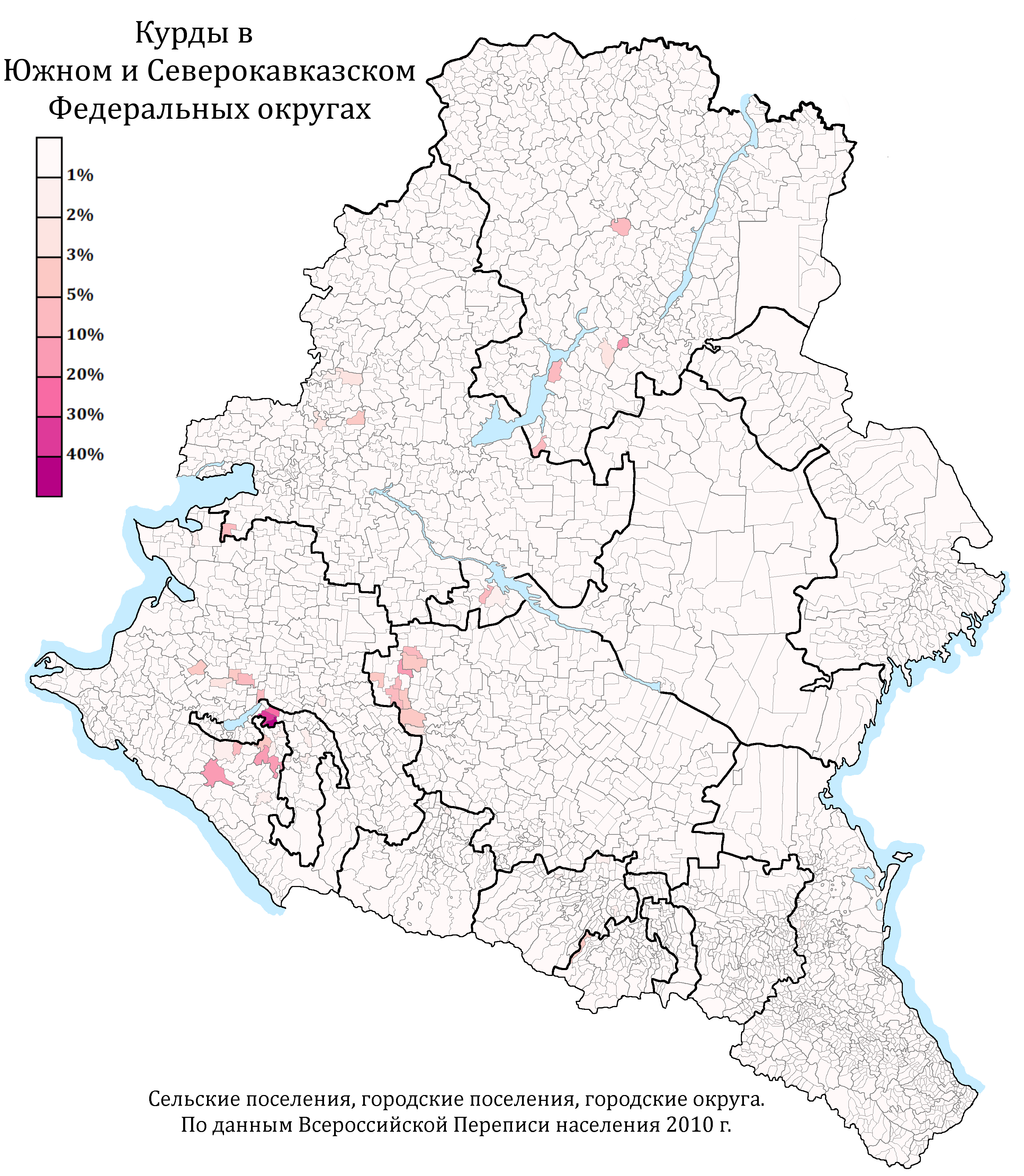
Расселение курдов в ЮФО и СКФО по городским и сельским поселениям в %, перепись 2010 г.
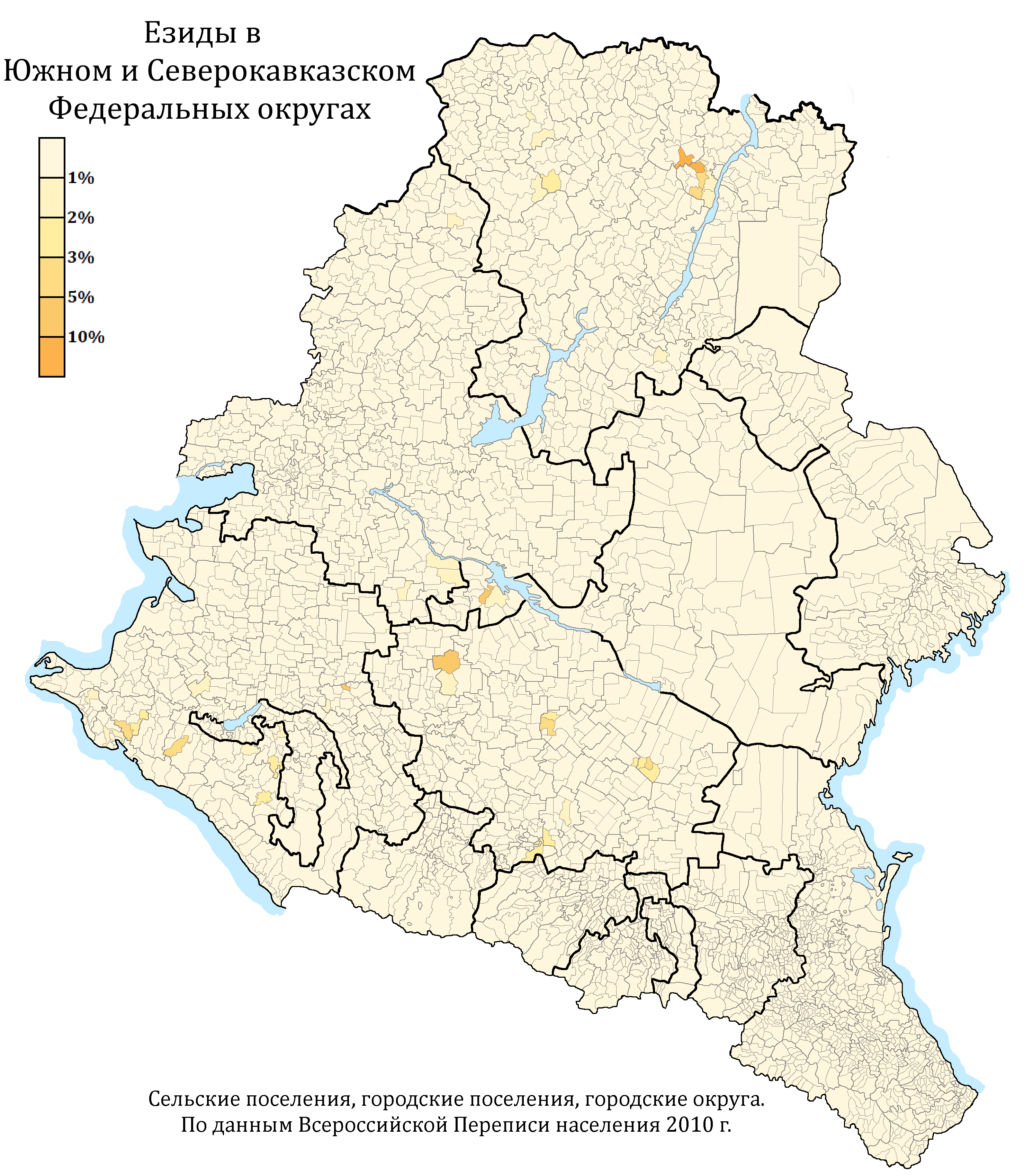
Расселение езидов в ЮФО и СКФО по городским и сельским поселениям в %, перепись 2010 г.
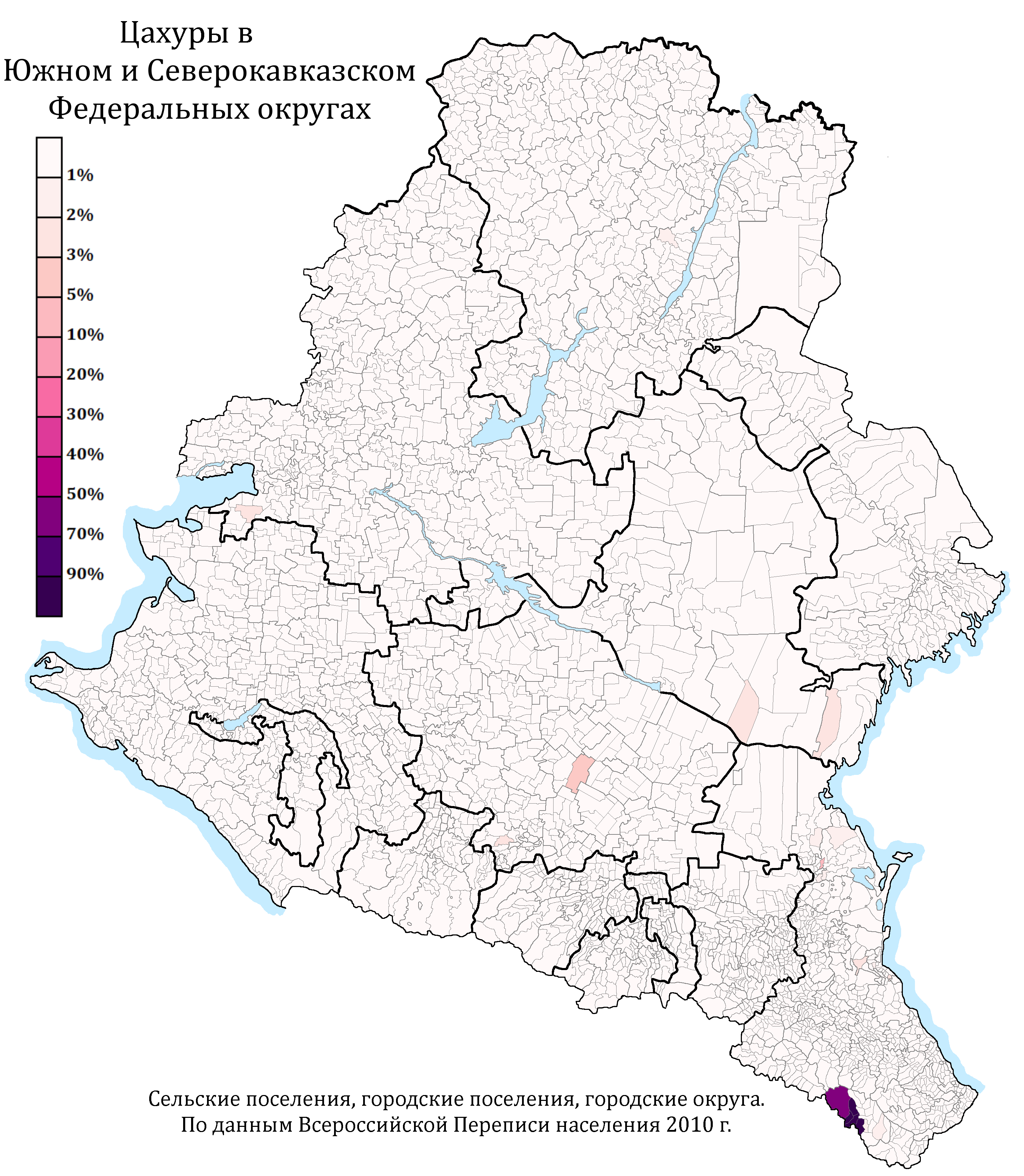
Расселение цахуров в ЮФО и СКФО по городским и сельским поселениям в %, перепись 2010 г.
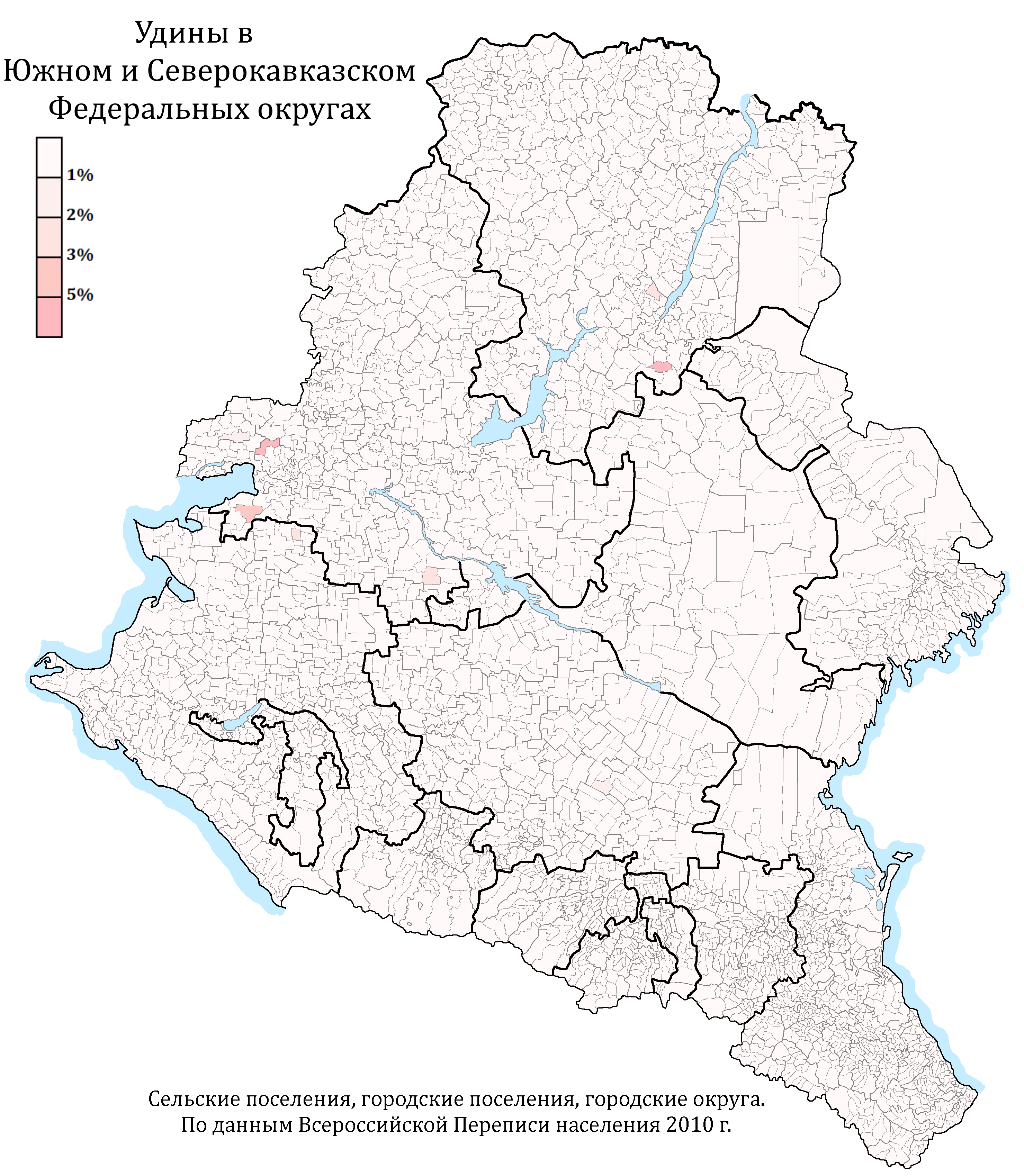
Расселение удин в ЮФО и СКФО по городским и сельским поселениям в %, перепись 2010 г.

## Крупные города
Населённые пункты с численностью населения более 70 тысяч человек
| Краснодар      | ↗1 154 885 |
| Ростов-на-Дону | ↗1 143 123 |
| Волгоград      | ↘1 012 219 |
| Севастополь    | ↘558 302   |
| Астрахань      | ↗465 990   |
| Сочи           | ↗445 149   |
| Симферополь    | ↘335 009   |

| Волжский     | ↘313 034 |
| Новороссийск | ↗261 973 |
| Таганрог     | ↘240 055 |
| Шахты        | ↘219 111 |
| Армавир      | ↗185 356 |
| Волгодонск   | ↘162 908 |
| Новочеркасск | ↘160 529 |

| Керчь        | ↘151 103 |
| Майкоп       | ↘137 899 |
| Батайск      | ↘124 987 |
| Евпатория    | ↘105 549 |
| Камышин      | ↘104 220 |
| Элиста       | ↗104 082 |
| Новошахтинск | ↘100 738 |

| Анапа              | ↘84 804 |
| Каменск-Шахтинский | ↘82 425 |
| Ейск               | ↘81 099 |
| Геленджик          | ↘80 534 |
| Азов               | ↘79 872 |
| Кропоткин          | ↘73 854 |
| Ялта               | ↘72 013 |

## ВРП и экономика ЮФО
| №     | Субъект               | ВРП (млрд. руб.) 2016 | ВРП на душу населения (тыс.руб./чел.) 2016 |
| ----- | --------------------- | --------------------- | ------------------------------------------ |
| 1e-06 | всего                 | 4896,3                | 298,6                                      |
| 1     | Краснодарский край    | 2 015,9               | 363,7                                      |
| 2     | Ростовская область    | 1 270,9               | 300,2                                      |
| 3     | Волгоградская область | 743,3                 | 292,6                                      |
| 4     | Астраханская область  | 338,7                 | 332,4                                      |
| 5     | Республика Крым       | 315,9                 | 165,4                                      |
| 6     | Севастополь           | 64,2                  | 151,9                                      |
| 7     | Республика Адыгея     | 56,8                  | 201,9                                      |
| 8     | Республика Калмыкия   | 56,0                  | 201,4                                      |

## Полномочные представители президента Российской Федерациив ЮФО

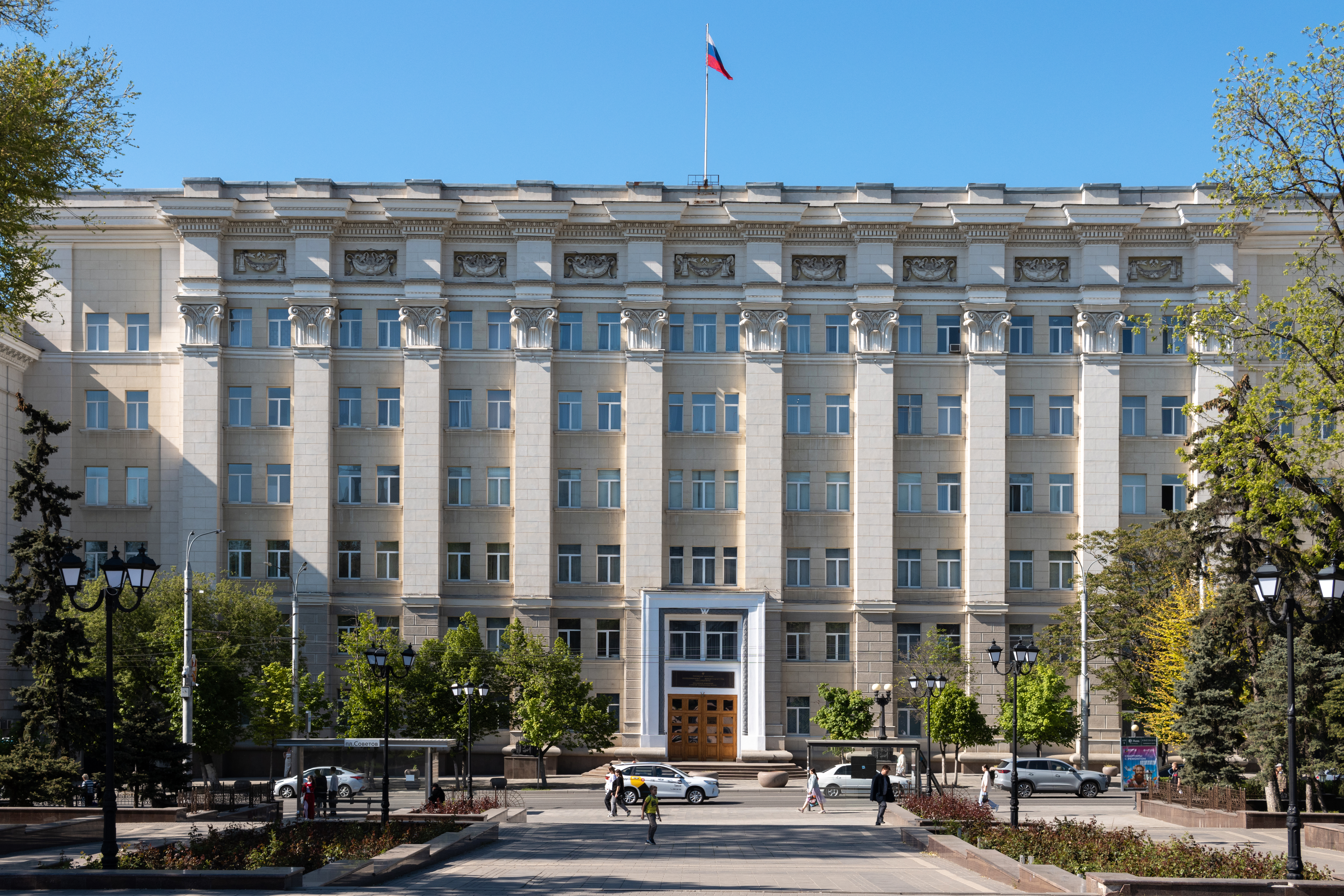
Представительство Президента России в Южном федеральном округе (Ростов-на-Дону)

- Казанцев, Виктор Германович (18 мая 2000 — 9 марта 2004)[72][73]
- Яковлев, Владимир Анатольевич (9 марта — 13 сентября 2004)[74][75][76]
- Козак, Дмитрий Николаевич (13 сентября 2004 — 24 сентября 2007)[77][78]
- Рапота, Григорий Алексеевич (9 октября 2007 — 14 мая 2008)[79][80]
- Устинов, Владимир Васильевич (с 14 мая 2008)[81][82][83][84]

## Комментарии
1. 1 2 3 4  Включая Республику Крым и город федерального значения Севастополь, расположенные на территории, присоединение которой к России не получило международного признания.
2. ↑  Не включая Республику Крым и город федерального значения Севастополь, расположенные на территории, присоединение которой к России не получило международного признания.
3. 1 2 3 4 5 6 7 8  На территории Крымского полуострова, бо́льшая часть которого  является объектом территориальных разногласий между Россией, контролирующей спорную территорию, и Украиной, в пределах признанных большинством государств — членов ООН границ которой спорная территория находится. Согласно федеративному устройству России, на спорной территории Крыма располагаются субъекты Российской Федерации — Республика Крым и город федерального значения Севастополь. Согласно административному делению Украины, на спорной территории Крыма располагаются регионы Украины — Автономная Республика Крым и город со специальным статусом Севастополь.
4. ↑  Контролируется частично признанной Республикой Абхазия. Грузия рассматривает регион как часть своей территории — Абхазскую Автономную Республику
5. ↑  Дано суммарное число населения субъекта РФ — города федерального значения, вместе с входящими в его состав отдельными населёнными пунктами, включая сельские.